# Tour d'Italie féminin 2012
La 23e édition du Tour d'Italie féminin (Giro Rosa en italien) a lieu du 29 juin au 7 juillet 2012. La course fait partie du calendrier UCI féminin en catégorie 2.1. Le parcours part de Naples avant de faire une étape à Rome puis de comporter des étapes dans le Nord de l'Italie. Il arrive à Bergame. Le trajet est relativement peu difficile comparé à d'autres éditions.
L'épreuve se court sous la canicule. Marianne Vos domine totalement cette édition en remportant cinq étapes, est deux fois deuxième, gagne le classement général et le classement par points. Dans le détail, elle remporte dans un sprint massif la première étape devant Shelley Olds. Ensuite, elle gagne le contre-la-montre devant Clara Hughes. Sur la difficile troisième étape, Evelyn Stevens crée la surprise en partant seule dans l'ultime difficulté pour s'imposer seule et s'emparer du maillot rose. Le lendemain, Marianne Vos attaque seule et reprend la tête du classement général. Tiffany Cromwell gagne la cinquième étape après une longue échappée solitaire. Shelley Olds gagne la sixième étape dans un sprint massif. La septième étape est plus vallonnée. Un groupe de favorites se dispute la victoire, et Marianne Vos se montre une fois de plus la plus véloce. Le lendemain, alors que le profil est très plat, Evelyn Stevens et Judith Arndt sortent en compagnie de la Néerlandaise. Cette dernière remporte facilement le sprint. Sur l'ultime étape, un nouveau trio se dispute la victoire. Il s'agit d'Emma Johansson, Emma Pooley et Marianne Vos. La première s'impose. Le podium final est : Marianne Vos, Emma Pooley et Evelyn Stevens. Emma Pooley est également la meilleure grimpeuse de l'épreuve. Elisa Longo Borghini est la meilleure jeune et Fabiana Luperini, quatrième du classement général, meilleure Italienne.

## Présentation

### Parcours
Le parcours est dessiné par Edita Pučinskaitė et Noemi Cantele.
La course démarre à Naples, comme le Giro masculin de l'année suivante. La deuxième étape est un court contre-la-montre assez technique dans Rome à proximité des Thermes de Caracala. S'ensuivent deux étapes de moyenne montagne en Toscane. La troisième étape comporte deux difficultés : la montée vers Montepiano et le col de la Futa et la quatrième la montée vers Goraiolo. La cinquième étape entre Polesella et Molinella est plate. L'étape suivante est quasiment plate, mais comporte une côte à Tabiano à dix kilomètres de l'arrivée à Salsomaggiore Terme. La septième étape est vallonnée. La huitième étape est plate, tandis que la dernière est clairement vallonnée avec notamment la montée vers Bianzano. On peut noter que le parcours ne contient pas de col mythique tel que le Stelvio ou le Mortirolo. Le directeur de course, la décrit lui-même comme une édition plus légère en difficulté que l'édition précédente.

### Équipes
| Équipes féminines professionnelles (16)- AA Drink-leontien.nl - Be Pink - Diadora-Pasta Zara - Faren-Honda - Forno d'Asolo Colavita - Hitec Products - Lotto-Belisol Ladies - MCipollini - Giambenini - Gauss - Orica-AIS - Rabobank Women - RusVelo - SC Michela Fanini Rox - Specialized-Lululemon - Fassa Bortolo-Servetto - Vaiano Tepso - Verinlegno Fabiani Équipe nationale- Pays-Bas |
| |

### Favorites
La vainqueur sortante, Marianne Vos, s'étant fracturée la clavicule fin mai à la Hills Classic, sa condition de forme est inconnue,. Parmi les anciennes vainqueurs au départ, on compte : Claudia Häusler (2009) et Fabiana Luperini (1995-1998 et 2008). La grimpeuse britannique Emma Pooley, deuxième en 2011, ainsi que la polyvalente Judith Arndt, troisième, sont également présentes au départ. On peut également cité Tatiana Guderzo, troisième en 2010.

## Étapes
| Étape     | Date     | Villes étapes                         | type                        | Distance (km) | Vainqueur d'étape | Leader du classement général |
| --------- | -------- | ------------------------------------- | --------------------------- | ------------- | ----------------- | ---------------------------- |
| 1re étape | 29 juin  | Naples – Terracine                    | étape de plaine             | 139,1         | Marianne Vos      | Marianne Vos                 |
| 2e étape  | 30 juin  | Rome – Rome                           | contre-la-montre individuel | 7,2           | Marianne Vos      | Marianne Vos                 |
| 3e étape  | 1 juill. | Vernio – Castiglione dei Pepoli       | étape de montagne           | 124           | Evelyn Stevens    | Evelyn Stevens               |
| 4e étape  | 2 juill. | Montecatini Terme – Montecatini Terme | étape de moyenne montagne   | 98            | Marianne Vos      | Marianne Vos                 |
| 5e étape  | 3 juill. | Polesella – Molinella                 | étape de plaine             | 128           | Tiffany Cromwell  | Marianne Vos                 |
| 6e étape  | 4 juill. | Modène – Salsomaggiore Terme          | étape vallonnée             | 122,2         | Shelley Olds      | Marianne Vos                 |
| 7e étape  | 5 juill. | Salice Terme – Castagnole delle Lanze | étape de moyenne montagne   | 129,1         | Marianne Vos      | Marianne Vos                 |
| 8e étape  | 6 juill. | Mornago – Lonate Pozzolo              | étape de plaine             | 116,2         | Marianne Vos      | Marianne Vos                 |
| 9e étape  | 7 juill. | Sarnico – Bergame                     | étape vallonnée             | 106,9         | Emma Johansson    | Marianne Vos                 |

## Déroulement de la course

### 1reétape

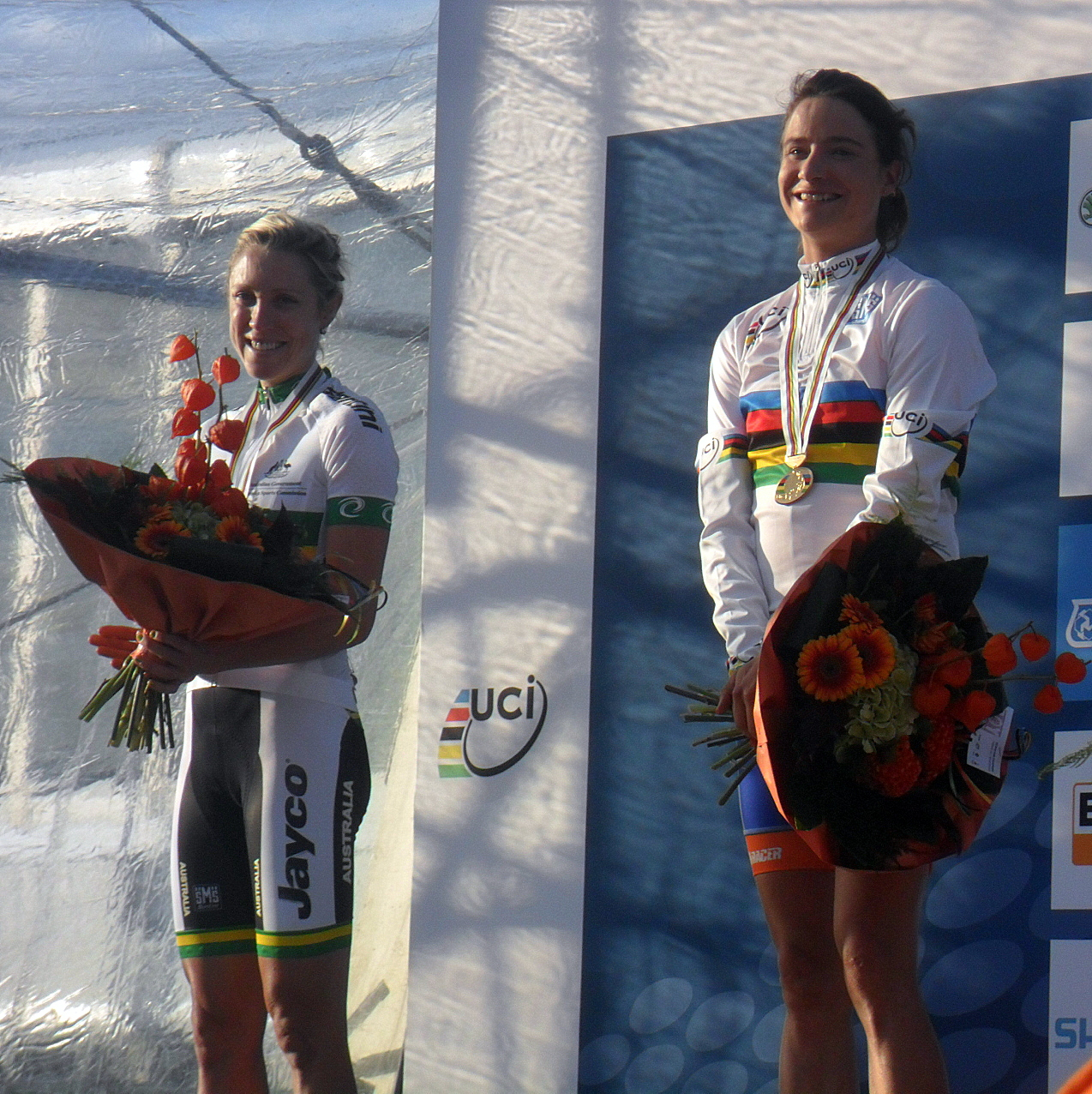
Marianne Vos (à droite) aux championnats du monde 2012

Il est fait très chaud, plus de quarante degrés. Alina Bondarenko sort brièvement. Aleksandra Sošenko, la rejoint rapidement. Elles sont ensuite rejoints par Valentina Bastianelli et Sara Grifi. Le quatuor de tête compte jusqu'à huit minutes d'avance. Elles sont reprises. À neuf kilomètres de l'arrivée, Martina Růžičková sort, mais est rapidement revue. La Specialized-Lululemon mène les derniers kilomètres. Ina-Yoko Teutenberg lance le sprint mais est remontée par Marianne Vos. Cette dernière gagne le sprint avec une très faible marge face à Shelley Olds,,,.
| \| Classement de l'étape \| Classement de l'étape \| Classement de l'étape \| Classement de l'étape \| Classement de l'étape \| \| Coureur \| Coureur \| Pays \| Équipe \| Temps \| \| --------------------- \| --------------------- \| --------------------- \| --------------------------- \| --------------------- \| \| 1re \| Marianne Vos \| Pays-Bas \| Rabobank Women \| 3 h 48 min 31 s \| \| 2e \| Shelley Olds \| États-Unis \| AA Drink-Leontien.nl \| + 0 s \| \| 3e \| Giorgia Bronzini \| Italie \| Diadora-Pasta Zara \| + 0 s \| \| 4e \| Ina-Yoko Teutenberg \| Allemagne \| Specialized-Lululemon \| + 0 s \| \| 5e \| Judith Arndt \| Allemagne \| Orica-AIS \| + 0 s \| \| 6e \| Rochelle Gilmore \| Australie \| Faren-Honda \| + 0 s \| \| 7e \| Monia Baccaille \| Italie \| MCipollini-Giambenini-Gauss \| + 0 s \| \| 8e \| Lizzie Armitstead \| Royaume-Uni \| AA Drink-Leontien.nl \| + 0 s \| \| 9e \| Marta Tagliaferro \| Italie \| MCipollini-Giambenini-Gauss \| + 0 s \| \| 10e \| Barbara Guarischi \| Italie \| Fassa Bortolo-Servetto \| + 0 s \| |                     |             |                             |                 |
| |                     |             |                             |                 |
| Source : Cycling Quotient |                     |             |                             |                 |
| Classement de l'étape |                     |             |                             |                 |
| Coureur | Coureur             | Pays        | Équipe                      | Temps           |
| 1re | Marianne Vos        | Pays-Bas    | Rabobank Women              | 3 h 48 min 31 s |
| 2e | Shelley Olds        | États-Unis  | AA Drink-Leontien.nl        | + 0 s           |
| 3e | Giorgia Bronzini    | Italie      | Diadora-Pasta Zara          | + 0 s           |
| 4e | Ina-Yoko Teutenberg | Allemagne   | Specialized-Lululemon       | + 0 s           |
| 5e | Judith Arndt        | Allemagne   | Orica-AIS                   | + 0 s           |
| 6e | Rochelle Gilmore    | Australie   | Faren-Honda                 | + 0 s           |
| 7e | Monia Baccaille     | Italie      | MCipollini-Giambenini-Gauss | + 0 s           |
| 8e | Lizzie Armitstead   | Royaume-Uni | AA Drink-Leontien.nl        | + 0 s           |
| 9e | Marta Tagliaferro   | Italie      | MCipollini-Giambenini-Gauss | + 0 s           |
| 10e | Barbara Guarischi   | Italie      | Fassa Bortolo-Servetto      | + 0 s           |

| \| Classement général \| Classement général \| Classement général \| Classement général \| Classement général \| \| Coureur \| Coureur \| Pays \| Équipe \| Temps \| \| ------------------ \| -------------------- \| ------------------ \| --------------------------- \| ------------------ \| \| 1re \| Marianne Vos \| Pays-Bas \| Rabobank Women \| 3 h 48 min 21 s \| \| 2e \| Shelley Olds \| États-Unis \| AA Drink-Leontien.nl \| + 4 s \| \| 3e \| Giorgia Bronzini \| Italie \| Diadora-Pasta Zara \| + 6 s \| \| 4e \| Chloe Hosking \| Australie \| Specialized-Lululemon \| + 7 s \| \| 5e \| Marta Tagliaferro \| Italie \| MCipollini-Giambenini-Gauss \| + 8 s \| \| 6e \| Valentina Scandolara \| Italie \| SC Michela Fanini Rox \| + 9 s \| \| 7e \| Ina-Yoko Teutenberg \| Allemagne \| Specialized-Lululemon \| + 10 s \| \| 8e \| Judith Arndt \| Allemagne \| Orica-AIS \| + 10 s \| \| 9e \| Rochelle Gilmore \| Australie \| Faren-Honda \| + 10 s \| \| 10e \| Monia Baccaille \| Italie \| MCipollini-Giambenini-Gauss \| + 10 s \| |                      |            |                             |                 |
| |                      |            |                             |                 |
| Source : Cycling Quotient |                      |            |                             |                 |
| Classement général |                      |            |                             |                 |
| Coureur | Coureur              | Pays       | Équipe                      | Temps           |
| 1re | Marianne Vos         | Pays-Bas   | Rabobank Women              | 3 h 48 min 21 s |
| 2e | Shelley Olds         | États-Unis | AA Drink-Leontien.nl        | + 4 s           |
| 3e | Giorgia Bronzini     | Italie     | Diadora-Pasta Zara          | + 6 s           |
| 4e | Chloe Hosking        | Australie  | Specialized-Lululemon       | + 7 s           |
| 5e | Marta Tagliaferro    | Italie     | MCipollini-Giambenini-Gauss | + 8 s           |
| 6e | Valentina Scandolara | Italie     | SC Michela Fanini Rox       | + 9 s           |
| 7e | Ina-Yoko Teutenberg  | Allemagne  | Specialized-Lululemon       | + 10 s          |
| 8e | Judith Arndt         | Allemagne  | Orica-AIS                   | + 10 s          |
| 9e | Rochelle Gilmore     | Australie  | Faren-Honda                 | + 10 s          |
| 10e | Monia Baccaille      | Italie     | MCipollini-Giambenini-Gauss | + 10 s          |

### 2eétape

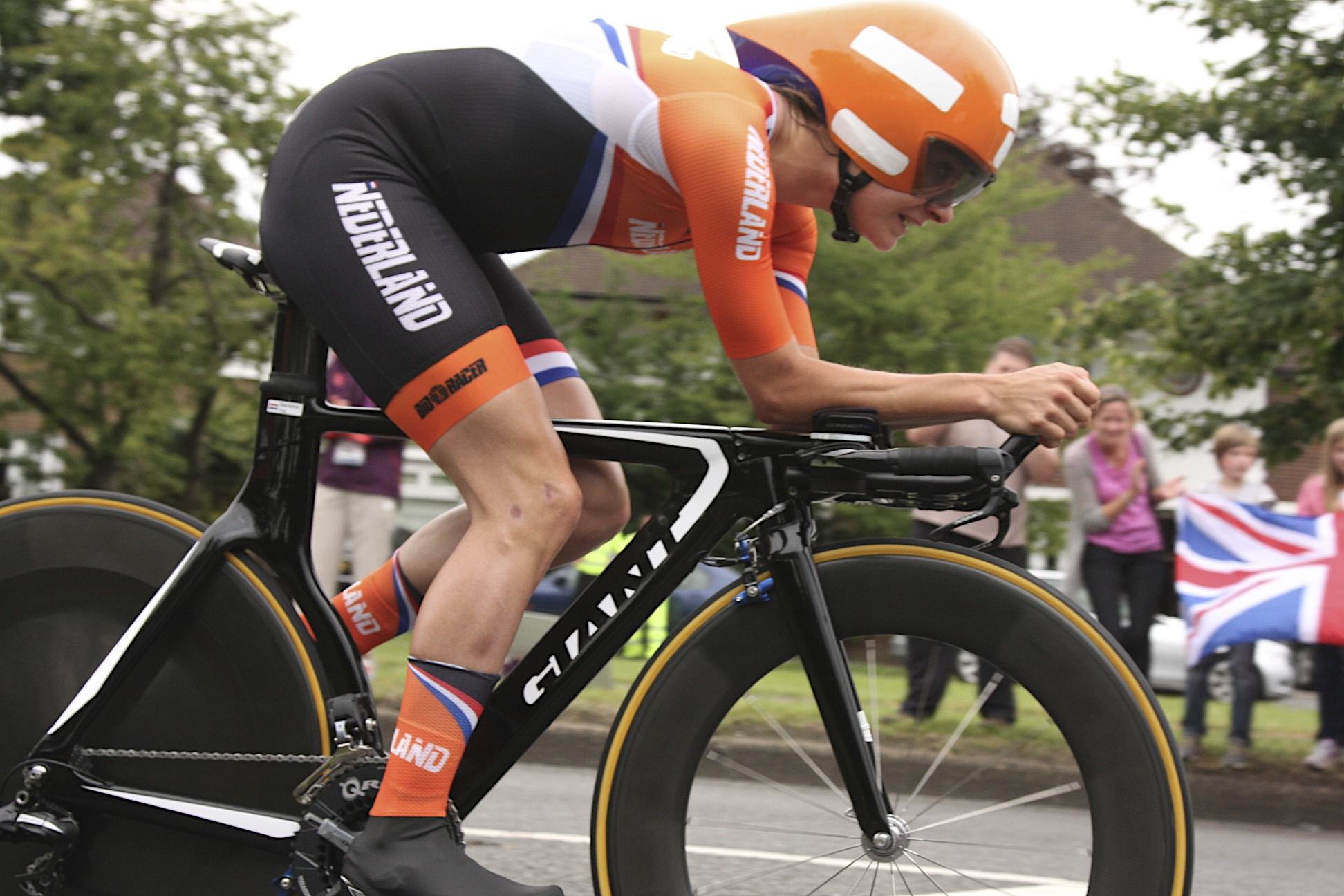
Marianne Vos sur un vélo de contre-la-montre en 2012

Emma Pooley réalise le premier temps de référence. Olga Zabelinskaïa la devance. Linda Villumsen est la suivante à mener le classement provisoire. Mais Clara Hughes est la première à passer sous les neuf minutes. La championne du monde Judith Arndt ne peut faire mieux. Marianne Vos s'impose finalement sur le court contre-la-montre individuel devant Clara Hughes,.
| \| Classement de l'étape \| Classement de l'étape \| Classement de l'étape \| Classement de l'étape \| Classement de l'étape \| \| Coureur \| Coureur \| Pays \| Équipe \| Temps \| \| --------------------- \| --------------------- \| --------------------- \| --------------------------- \| --------------------- \| \| 1re \| Marianne Vos \| Pays-Bas \| Rabobank Women \| 8 min 50 s \| \| 2e \| Clara Hughes \| Canada \| Specialized-Lululemon \| + 5 s \| \| 3e \| Judith Arndt \| Allemagne \| Orica-AIS \| + 12 s \| \| 4e \| Shelley Olds \| États-Unis \| AA Drink-Leontien.nl \| + 15 s \| \| 5e \| Evelyn Stevens \| États-Unis \| Specialized-Lululemon \| + 17 s \| \| 6e \| Linda Villumsen \| Nouvelle-Zélande \| Orica-AIS \| + 18 s \| \| 7e \| Olga Zabelinskaïa \| Russie \| RusVelo \| + 19 s \| \| 8e \| Annemiek van Vleuten \| Pays-Bas \| Rabobank Women \| + 20 s \| \| 9e \| Emma Pooley \| Royaume-Uni \| AA Drink-Leontien.nl \| + 22 s \| \| 10e \| Emma Johansson \| Suède \| Hitec Products-Mistral Home \| + 24 s \| |                      |                  |                             |            |
| |                      |                  |                             |            |
| Source : Cycling Quotient |                      |                  |                             |            |
| Classement de l'étape |                      |                  |                             |            |
| Coureur | Coureur              | Pays             | Équipe                      | Temps      |
| 1re | Marianne Vos         | Pays-Bas         | Rabobank Women              | 8 min 50 s |
| 2e | Clara Hughes         | Canada           | Specialized-Lululemon       | + 5 s      |
| 3e | Judith Arndt         | Allemagne        | Orica-AIS                   | + 12 s     |
| 4e | Shelley Olds         | États-Unis       | AA Drink-Leontien.nl        | + 15 s     |
| 5e | Evelyn Stevens       | États-Unis       | Specialized-Lululemon       | + 17 s     |
| 6e | Linda Villumsen      | Nouvelle-Zélande | Orica-AIS                   | + 18 s     |
| 7e | Olga Zabelinskaïa    | Russie           | RusVelo                     | + 19 s     |
| 8e | Annemiek van Vleuten | Pays-Bas         | Rabobank Women              | + 20 s     |
| 9e | Emma Pooley          | Royaume-Uni      | AA Drink-Leontien.nl        | + 22 s     |
| 10e | Emma Johansson       | Suède            | Hitec Products-Mistral Home | + 24 s     |

| \| Classement général \| Classement général \| Classement général \| Classement général \| Classement général \| \| Coureur \| Coureur \| Pays \| Équipe \| Temps \| \| ------------------ \| -------------------- \| ------------------ \| --------------------------- \| ------------------ \| \| 1re \| Marianne Vos \| Pays-Bas \| Rabobank Women \| 3 h 57 min 11 s \| \| 2e \| Clara Hughes \| Canada \| Specialized-Lululemon \| + 15 s \| \| 3e \| Shelley Olds \| États-Unis \| AA Drink-Leontien.nl \| + 19 s \| \| 4e \| Judith Arndt \| Allemagne \| Orica-AIS \| + 22 s \| \| 5e \| Evelyn Stevens \| États-Unis \| Specialized-Lululemon \| + 27 s \| \| 6e \| Linda Villumsen \| Nouvelle-Zélande \| Orica-AIS \| + 28 s \| \| 7e \| Olga Zabelinskaïa \| Russie \| RusVelo \| + 29 s \| \| 8e \| Annemiek van Vleuten \| Pays-Bas \| Rabobank Women \| + 30 s \| \| 9e \| Emma Pooley \| Royaume-Uni \| AA Drink-Leontien.nl \| + 32 s \| \| 10e \| Emma Johansson \| Suède \| Hitec Products-Mistral Home \| + 34 s \| |                      |                  |                             |                 |
| |                      |                  |                             |                 |
| Source : Cycling Quotient |                      |                  |                             |                 |
| Classement général |                      |                  |                             |                 |
| Coureur | Coureur              | Pays             | Équipe                      | Temps           |
| 1re | Marianne Vos         | Pays-Bas         | Rabobank Women              | 3 h 57 min 11 s |
| 2e | Clara Hughes         | Canada           | Specialized-Lululemon       | + 15 s          |
| 3e | Shelley Olds         | États-Unis       | AA Drink-Leontien.nl        | + 19 s          |
| 4e | Judith Arndt         | Allemagne        | Orica-AIS                   | + 22 s          |
| 5e | Evelyn Stevens       | États-Unis       | Specialized-Lululemon       | + 27 s          |
| 6e | Linda Villumsen      | Nouvelle-Zélande | Orica-AIS                   | + 28 s          |
| 7e | Olga Zabelinskaïa    | Russie           | RusVelo                     | + 29 s          |
| 8e | Annemiek van Vleuten | Pays-Bas         | Rabobank Women              | + 30 s          |
| 9e | Emma Pooley          | Royaume-Uni      | AA Drink-Leontien.nl        | + 32 s          |
| 10e | Emma Johansson       | Suède            | Hitec Products-Mistral Home | + 34 s          |

### 3eétape

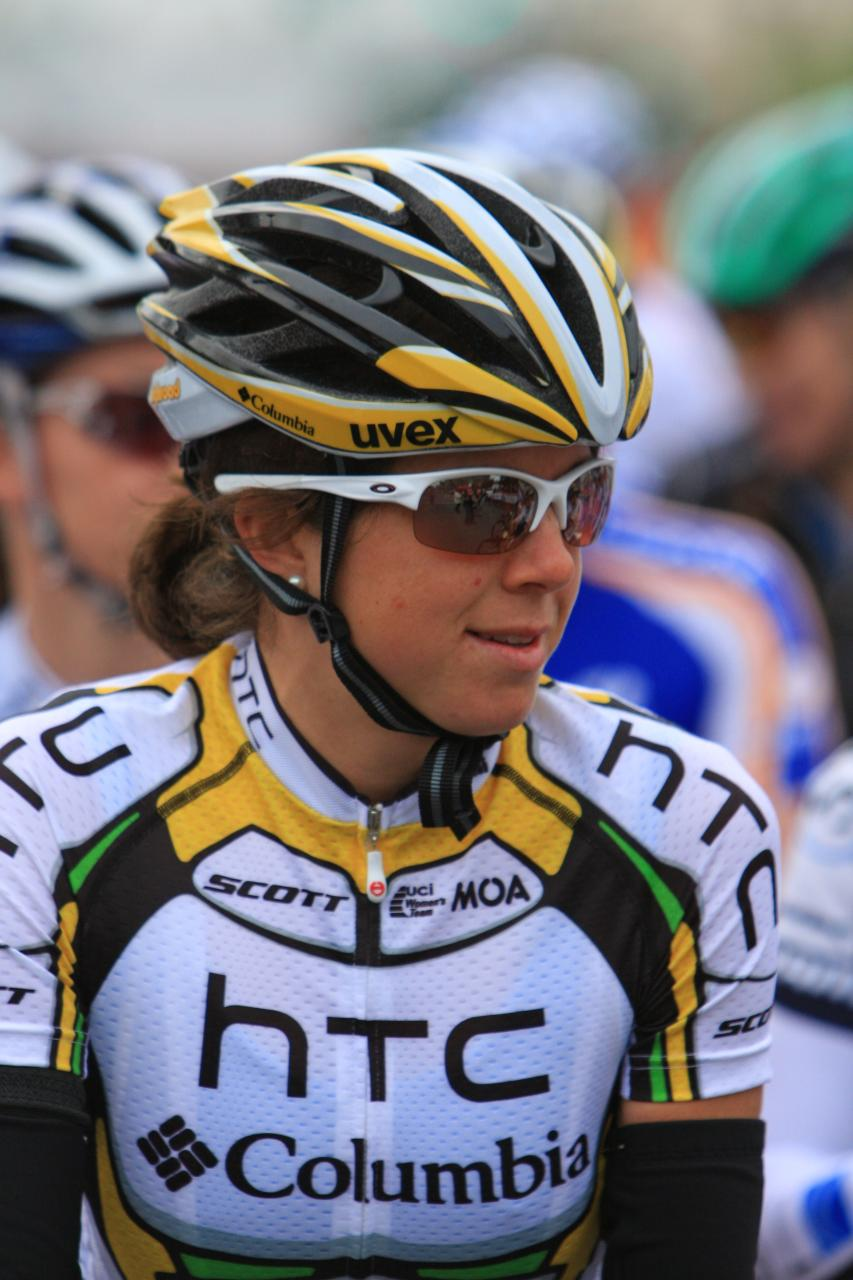
Evelyn Stevens en 2010

L'étape se dispute sous la chaleur, avec un thermomètre montant à 45 °C. Elizabeth Armitstead est la première à s'échapper. Le peloton revient au bout de quelques kilomètres. Shelley Olds remporte le sprint intermédiaire devant Marianne Vos. Linda Villumsen attaque ensuite avant la montée vers  Montepiano. Son avance atteint une minute vingt-trois. Au grand-prix des monts, Kataržina Sosna et Monia Baccaille, détâchées, prennent les points derrière la Néo-Zélandaise. Villumsen est reprise plus loin au kilomètre cent-trois. Dans le col de la Futa, Evelyn Stevens sort avec Emma Pooley et Fabiana Luperini. Marianne Vos ne parvient pas à suivre et est en poursuite seule. Elle arrive au pied de la montée vers Baragazza avec moins d'une minute de retard sur le trio. Elle profite de ses qualités de descendeuse pour refaire une grande partie de son retard. Au pied de la côte finale, Fabiana Luperini place une attaque alors que Marianne Vos n'est plus qu'à quelques mètres, mais ne peut sortir. À trois kilomètres de l'arrivée, Evelyn Stevens contre et distance les autres échappées. Elle remporte l'étape et y prend le maillot rose,,,,.
| \| Classement de l'étape \| Classement de l'étape \| Classement de l'étape \| Classement de l'étape \| Classement de l'étape \| \| Coureur \| Coureur \| Pays \| Équipe \| Temps \| \| --------------------- \| --------------------- \| --------------------- \| --------------------------- \| --------------------- \| \| 1re \| Evelyn Stevens \| États-Unis \| Specialized-Lululemon \| 3 h 34 min 25 s \| \| 2e \| Fabiana Luperini \| Italie \| Faren-Honda \| + 20 s \| \| 3e \| Emma Pooley \| Royaume-Uni \| AA Drink-Leontien.nl \| + 20 s \| \| 4e \| Marianne Vos \| Pays-Bas \| Rabobank Women \| + 31 s \| \| 5e \| Claudia Häusler \| Allemagne \| Orica-AIS \| + 2 min 02 s \| \| 6e \| Elisa Longo Borghini \| Italie \| Hitec Products-Mistral Home \| + 2 min 21 s \| \| 7e \| Tatiana Guderzo \| Italie \| MCipollini-Giambenini-Gauss \| + 2 min 21 s \| \| 8e \| Ashleigh Moolman \| Afrique du Sud \| Lotto Belisol Ladies \| + 2 min 22 s \| \| 9e \| Judith Arndt \| Allemagne \| Orica-AIS \| + 2 min 30 s \| \| 10e \| Annemiek van Vleuten \| Pays-Bas \| Rabobank Women \| + 5 min 17 s \| |                      |                |                             |                 |
| |                      |                |                             |                 |
| Source : Cycling Quotient |                      |                |                             |                 |
| Classement de l'étape |                      |                |                             |                 |
| Coureur | Coureur              | Pays           | Équipe                      | Temps           |
| 1re | Evelyn Stevens       | États-Unis     | Specialized-Lululemon       | 3 h 34 min 25 s |
| 2e | Fabiana Luperini     | Italie         | Faren-Honda                 | + 20 s          |
| 3e | Emma Pooley          | Royaume-Uni    | AA Drink-Leontien.nl        | + 20 s          |
| 4e | Marianne Vos         | Pays-Bas       | Rabobank Women              | + 31 s          |
| 5e | Claudia Häusler      | Allemagne      | Orica-AIS                   | + 2 min 02 s    |
| 6e | Elisa Longo Borghini | Italie         | Hitec Products-Mistral Home | + 2 min 21 s    |
| 7e | Tatiana Guderzo      | Italie         | MCipollini-Giambenini-Gauss | + 2 min 21 s    |
| 8e | Ashleigh Moolman     | Afrique du Sud | Lotto Belisol Ladies        | + 2 min 22 s    |
| 9e | Judith Arndt         | Allemagne      | Orica-AIS                   | + 2 min 30 s    |
| 10e | Annemiek van Vleuten | Pays-Bas       | Rabobank Women              | + 5 min 17 s    |

| \| Classement général \| Classement général \| Classement général \| Classement général \| Classement général \| \| Coureur \| Coureur \| Pays \| Équipe \| Temps \| \| ------------------ \| -------------------- \| ------------------ \| --------------------------- \| ------------------ \| \| 1re \| Evelyn Stevens \| États-Unis \| Specialized-Lululemon \| 7 h 31 min 53 s \| \| 2e \| Marianne Vos \| Pays-Bas \| Rabobank Women \| + 12 s \| \| 3e \| Emma Pooley \| Royaume-Uni \| AA Drink-Leontien.nl \| + 31 s \| \| 4e \| Fabiana Luperini \| Italie \| Faren-Honda \| + 1 min 01 s \| \| 5e \| Judith Arndt \| Allemagne \| Orica-AIS \| + 2 min 35 s \| \| 6e \| Claudia Häusler \| Allemagne \| Orica-AIS \| + 2 min 39 s \| \| 7e \| Tatiana Guderzo \| Italie \| MCipollini-Giambenini-Gauss \| + 2 min 41 s \| \| 8e \| Elisa Longo Borghini \| Italie \| Hitec Products-Mistral Home \| + 2 min 51 s \| \| 9e \| Ashleigh Moolman \| Afrique du Sud \| Lotto Belisol Ladies \| + 2 min 51 s \| \| 10e \| Annemiek van Vleuten \| Pays-Bas \| Rabobank Women \| + 5 min 30 s \| |                      |                |                             |                 |
| |                      |                |                             |                 |
| Source : Cycling Quotient |                      |                |                             |                 |
| Classement général |                      |                |                             |                 |
| Coureur | Coureur              | Pays           | Équipe                      | Temps           |
| 1re | Evelyn Stevens       | États-Unis     | Specialized-Lululemon       | 7 h 31 min 53 s |
| 2e | Marianne Vos         | Pays-Bas       | Rabobank Women              | + 12 s          |
| 3e | Emma Pooley          | Royaume-Uni    | AA Drink-Leontien.nl        | + 31 s          |
| 4e | Fabiana Luperini     | Italie         | Faren-Honda                 | + 1 min 01 s    |
| 5e | Judith Arndt         | Allemagne      | Orica-AIS                   | + 2 min 35 s    |
| 6e | Claudia Häusler      | Allemagne      | Orica-AIS                   | + 2 min 39 s    |
| 7e | Tatiana Guderzo      | Italie         | MCipollini-Giambenini-Gauss | + 2 min 41 s    |
| 8e | Elisa Longo Borghini | Italie         | Hitec Products-Mistral Home | + 2 min 51 s    |
| 9e | Ashleigh Moolman     | Afrique du Sud | Lotto Belisol Ladies        | + 2 min 51 s    |
| 10e | Annemiek van Vleuten | Pays-Bas       | Rabobank Women              | + 5 min 30 s    |

### 4eétape

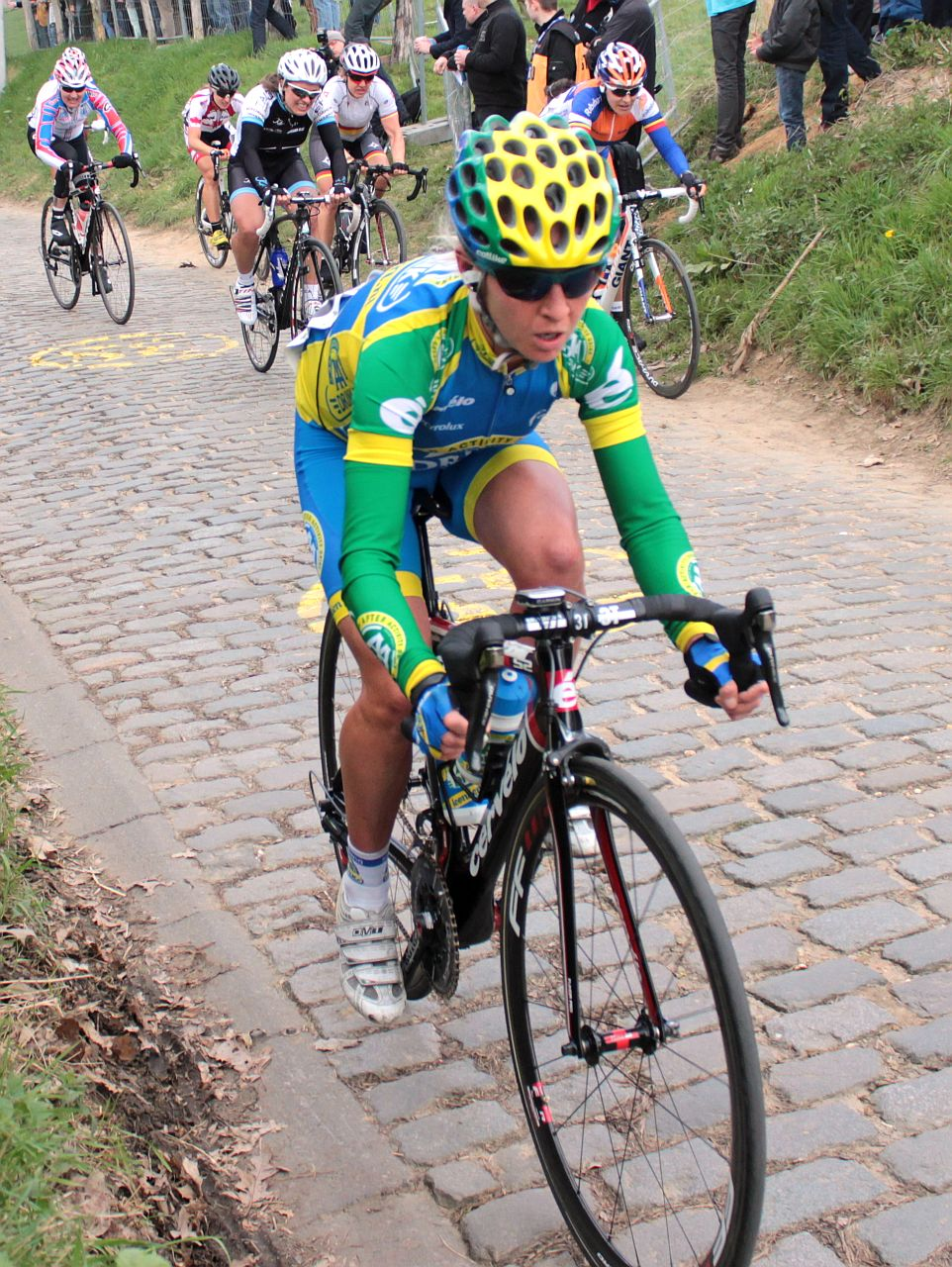
Emma Pooley au Tour des Flandres 2012

La première échappée est l'œuvre de Valentina et Marta Bastianelli, mais elle rapidement reprise. La formation AA-Drink tente d'envoyer une coureuse en échappée. Un groupe d'une dizaine de coureuses se forme avec entre autres Lucinda Brand, Alessandra D'Ettorre, Valentina Carretta, une autre Alé Cipollini, Olga Zabelinskaïa , Lizzie Armitstead, Amanda Spratt, Adrie Visser , Martine Bras et deux Specialized-Lululemon qui ne coopèrent pas. Leur avance atteint la minute, mais le peloton revient. Dans le col de la journée, Evelyn Stevens et Emma Pooley accélèrent. Elle passe au sommet avec quelques secondes d'avance sur un groupe de favorites. Dans la descente, Annemiek van Vleuten et Alena Amialiusik sortent dans un virage. Marianne Vos profite elle de la descente pour sortir. Elle y dépasse Emma Pooley et Evelyn Stevens. Cette dernière est distancée. Marianne Vos résiste dans la montée finale, remporte l'étape échappée et reprend le maillot rose,.
| \| Classement de l'étape \| Classement de l'étape \| Classement de l'étape \| Classement de l'étape \| Classement de l'étape \| \| Coureur \| Coureur \| Pays \| Équipe \| Temps \| \| --------------------- \| --------------------- \| --------------------- \| --------------------------- \| --------------------- \| \| 1re \| Marianne Vos \| Pays-Bas \| Rabobank Women \| 2 h 44 min 59 s \| \| 2e \| Emma Johansson \| Suède \| Hitec Products-Mistral Home \| + 1 min 26 s \| \| 3e \| Tatiana Guderzo \| Italie \| MCipollini-Giambenini-Gauss \| + 1 min 33 s \| \| 4e \| Evelyn Stevens \| États-Unis \| Specialized-Lululemon \| + 1 min 33 s \| \| 5e \| Claudia Häusler \| Allemagne \| Orica-AIS \| + 1 min 38 s \| \| 6e \| Emma Pooley \| Royaume-Uni \| AA Drink-Leontien.nl \| + 1 min 38 s \| \| 7e \| Fabiana Luperini \| Italie \| Faren-Honda \| + 1 min 38 s \| \| 8e \| Judith Arndt \| Allemagne \| Orica-AIS \| + 1 min 52 s \| \| 9e \| Ashleigh Moolman \| Afrique du Sud \| Lotto Belisol Ladies \| + 2 min 11 s \| \| 10e \| Elisa Longo Borghini \| Italie \| Hitec Products-Mistral Home \| + 2 min 11 s \| |                      |                |                             |                 |
| |                      |                |                             |                 |
| Source : Cycling Quotient |                      |                |                             |                 |
| Classement de l'étape |                      |                |                             |                 |
| Coureur | Coureur              | Pays           | Équipe                      | Temps           |
| 1re | Marianne Vos         | Pays-Bas       | Rabobank Women              | 2 h 44 min 59 s |
| 2e | Emma Johansson       | Suède          | Hitec Products-Mistral Home | + 1 min 26 s    |
| 3e | Tatiana Guderzo      | Italie         | MCipollini-Giambenini-Gauss | + 1 min 33 s    |
| 4e | Evelyn Stevens       | États-Unis     | Specialized-Lululemon       | + 1 min 33 s    |
| 5e | Claudia Häusler      | Allemagne      | Orica-AIS                   | + 1 min 38 s    |
| 6e | Emma Pooley          | Royaume-Uni    | AA Drink-Leontien.nl        | + 1 min 38 s    |
| 7e | Fabiana Luperini     | Italie         | Faren-Honda                 | + 1 min 38 s    |
| 8e | Judith Arndt         | Allemagne      | Orica-AIS                   | + 1 min 52 s    |
| 9e | Ashleigh Moolman     | Afrique du Sud | Lotto Belisol Ladies        | + 2 min 11 s    |
| 10e | Elisa Longo Borghini | Italie         | Hitec Products-Mistral Home | + 2 min 11 s    |

| \| Classement général \| Classement général \| Classement général \| Classement général \| Classement général \| \| Coureur \| Coureur \| Pays \| Équipe \| Temps \| \| ------------------ \| -------------------- \| ------------------ \| --------------------------- \| ------------------ \| \| 1re \| Marianne Vos \| Pays-Bas \| Rabobank Women \| 10 h 16 min 54 s \| \| 2e \| Evelyn Stevens \| États-Unis \| Specialized-Lululemon \| + 1 min 31 s \| \| 3e \| Emma Pooley \| Royaume-Uni \| AA Drink-Leontien.nl \| + 2 min 07 s \| \| 4e \| Fabiana Luperini \| Italie \| Faren-Honda \| + 2 min 37 s \| \| 5e \| Tatiana Guderzo \| Italie \| MCipollini-Giambenini-Gauss \| + 4 min 08 s \| \| 6e \| Claudia Häusler \| Allemagne \| Orica-AIS \| + 4 min 15 s \| \| 7e \| Judith Arndt \| Allemagne \| Orica-AIS \| + 4 min 25 s \| \| 8e \| Elisa Longo Borghini \| Italie \| Hitec Products-Mistral Home \| + 5 min 00 s \| \| 9e \| Ashleigh Moolman \| Afrique du Sud \| Lotto Belisol Ladies \| + 5 min 00 s \| \| 10e \| Emma Johansson \| Suède \| Hitec Products-Mistral Home \| + 6 min 52 s \| |                      |                |                             |                  |
| |                      |                |                             |                  |
| Source : Cycling Quotient |                      |                |                             |                  |
| Classement général |                      |                |                             |                  |
| Coureur | Coureur              | Pays           | Équipe                      | Temps            |
| 1re | Marianne Vos         | Pays-Bas       | Rabobank Women              | 10 h 16 min 54 s |
| 2e | Evelyn Stevens       | États-Unis     | Specialized-Lululemon       | + 1 min 31 s     |
| 3e | Emma Pooley          | Royaume-Uni    | AA Drink-Leontien.nl        | + 2 min 07 s     |
| 4e | Fabiana Luperini     | Italie         | Faren-Honda                 | + 2 min 37 s     |
| 5e | Tatiana Guderzo      | Italie         | MCipollini-Giambenini-Gauss | + 4 min 08 s     |
| 6e | Claudia Häusler      | Allemagne      | Orica-AIS                   | + 4 min 15 s     |
| 7e | Judith Arndt         | Allemagne      | Orica-AIS                   | + 4 min 25 s     |
| 8e | Elisa Longo Borghini | Italie         | Hitec Products-Mistral Home | + 5 min 00 s     |
| 9e | Ashleigh Moolman     | Afrique du Sud | Lotto Belisol Ladies        | + 5 min 00 s     |
| 10e | Emma Johansson       | Suède          | Hitec Products-Mistral Home | + 6 min 52 s     |

### 5eétape

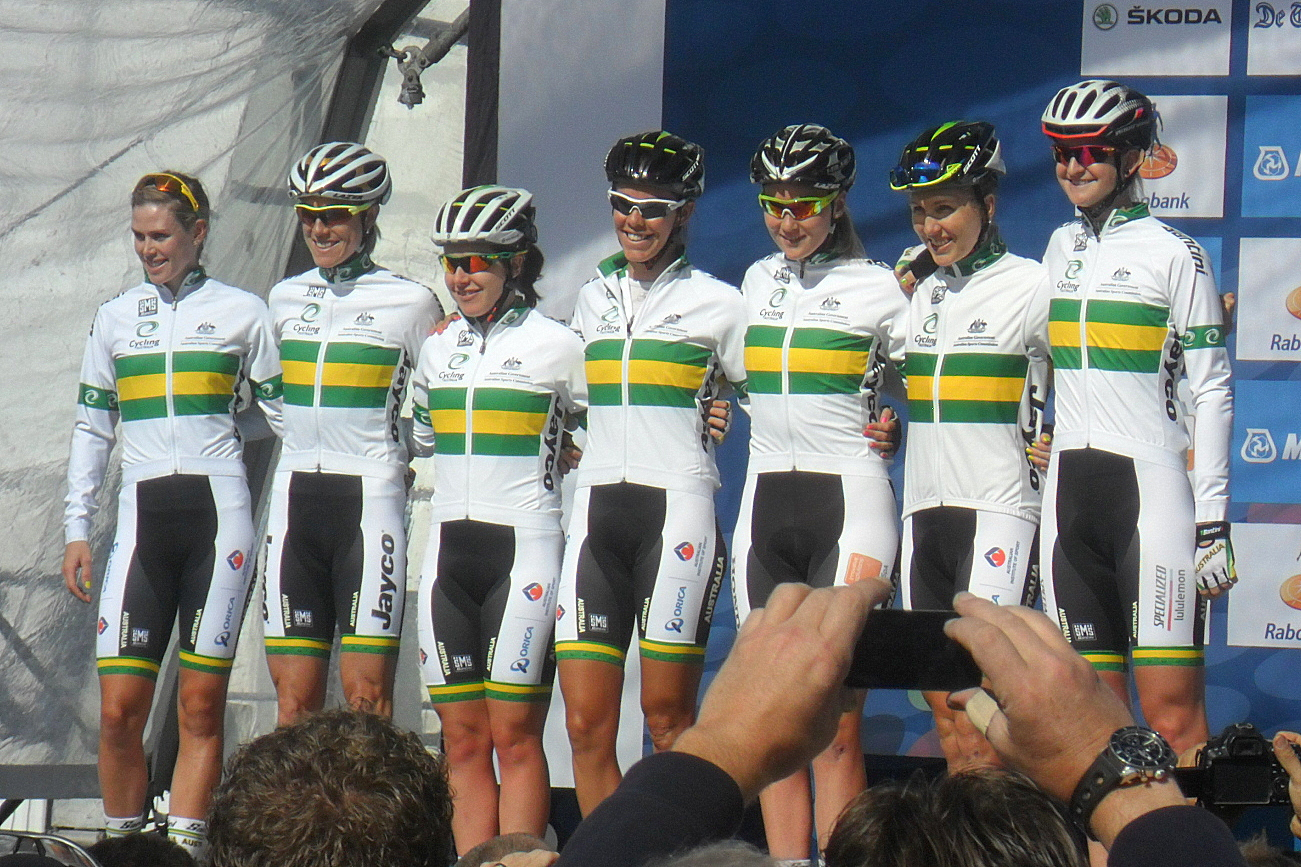
Tiffany Cromwell (à gauche) lors des championnats du monde 2012

En début d'étape, un groupe de six coureuses sort. Il s'agit de : Clara Hughes, Iris Slappendel, Jessie Daams, Svetlana Pauliukaitė, Jessie MacLean et Silvia Valsecchi. Elle est de courte durée néanmoins. Tiffany Cromwell part seule au bout de trente kilomètres. Elle gagne en solitaire avec plus de huit minutes d'avance. Derrière, Giorgia Bronzini règle le peloton,,.
| \| Classement de l'étape \| Classement de l'étape \| Classement de l'étape \| Classement de l'étape \| Classement de l'étape \| \| Coureur \| Coureur \| Pays \| Équipe \| Temps \| \| --------------------- \| --------------------- \| --------------------- \| --------------------------- \| --------------------- \| \| 1re \| Tiffany Cromwell \| Australie \| Orica-AIS \| 3 h 07 min 52 s \| \| 2e \| Giorgia Bronzini \| Italie \| Diadora-Pasta Zara \| + 8 min 33 s \| \| 3e \| Valentina Scandolara \| Italie \| SC Michela Fanini Rox \| + 8 min 33 s \| \| 4e \| Chloe Hosking \| Australie \| Specialized-Lululemon \| + 8 min 33 s \| \| 5e \| Alona Andruk \| Ukraine \| Vaiano Tepso \| + 8 min 33 s \| \| 6e \| Monia Baccaille \| Italie \| MCipollini-Giambenini-Gauss \| + 8 min 33 s \| \| 7e \| Emma Johansson \| Suède \| Hitec Products-Mistral Home \| + 8 min 33 s \| \| 8e \| Rochelle Gilmore \| Australie \| Faren-Honda \| + 8 min 33 s \| \| 9e \| Marta Tagliaferro \| Italie \| MCipollini-Giambenini-Gauss \| + 8 min 33 s \| \| 10e \| Cherise Willeit \| Afrique du Sud \| Lotto Belisol Ladies \| + 8 min 33 s \| |                      |                |                             |                 |
| |                      |                |                             |                 |
| Source : Cycling Quotient |                      |                |                             |                 |
| Classement de l'étape |                      |                |                             |                 |
| Coureur | Coureur              | Pays           | Équipe                      | Temps           |
| 1re | Tiffany Cromwell     | Australie      | Orica-AIS                   | 3 h 07 min 52 s |
| 2e | Giorgia Bronzini     | Italie         | Diadora-Pasta Zara          | + 8 min 33 s    |
| 3e | Valentina Scandolara | Italie         | SC Michela Fanini Rox       | + 8 min 33 s    |
| 4e | Chloe Hosking        | Australie      | Specialized-Lululemon       | + 8 min 33 s    |
| 5e | Alona Andruk         | Ukraine        | Vaiano Tepso                | + 8 min 33 s    |
| 6e | Monia Baccaille      | Italie         | MCipollini-Giambenini-Gauss | + 8 min 33 s    |
| 7e | Emma Johansson       | Suède          | Hitec Products-Mistral Home | + 8 min 33 s    |
| 8e | Rochelle Gilmore     | Australie      | Faren-Honda                 | + 8 min 33 s    |
| 9e | Marta Tagliaferro    | Italie         | MCipollini-Giambenini-Gauss | + 8 min 33 s    |
| 10e | Cherise Willeit      | Afrique du Sud | Lotto Belisol Ladies        | + 8 min 33 s    |

| \| Classement général \| Classement général \| Classement général \| Classement général \| Classement général \| \| Coureur \| Coureur \| Pays \| Équipe \| Temps \| \| ------------------ \| -------------------- \| ------------------ \| --------------------------- \| ------------------ \| \| 1re \| Marianne Vos \| Pays-Bas \| Rabobank Women \| 13 h 33 min 19 s \| \| 2e \| Evelyn Stevens \| États-Unis \| Specialized-Lululemon \| + 1 min 31 s \| \| 3e \| Emma Pooley \| Royaume-Uni \| AA Drink-Leontien.nl \| + 2 min 07 s \| \| 4e \| Fabiana Luperini \| Italie \| Faren-Honda \| + 2 min 37 s \| \| 5e \| Tiffany Cromwell \| Australie \| Orica-AIS \| + 3 min 46 s \| \| 6e \| Tatiana Guderzo \| Italie \| MCipollini-Giambenini-Gauss \| + 4 min 08 s \| \| 7e \| Claudia Häusler \| Allemagne \| Orica-AIS \| + 4 min 15 s \| \| 8e \| Judith Arndt \| Allemagne \| Orica-AIS \| + 4 min 25 s \| \| 9e \| Elisa Longo Borghini \| Italie \| Hitec Products-Mistral Home \| + 5 min 00 s \| \| 10e \| Ashleigh Moolman \| Afrique du Sud \| Lotto Belisol Ladies \| + 5 min 00 s \| |                      |                |                             |                  |
| |                      |                |                             |                  |
| Source : Cycling Quotient |                      |                |                             |                  |
| Classement général |                      |                |                             |                  |
| Coureur | Coureur              | Pays           | Équipe                      | Temps            |
| 1re | Marianne Vos         | Pays-Bas       | Rabobank Women              | 13 h 33 min 19 s |
| 2e | Evelyn Stevens       | États-Unis     | Specialized-Lululemon       | + 1 min 31 s     |
| 3e | Emma Pooley          | Royaume-Uni    | AA Drink-Leontien.nl        | + 2 min 07 s     |
| 4e | Fabiana Luperini     | Italie         | Faren-Honda                 | + 2 min 37 s     |
| 5e | Tiffany Cromwell     | Australie      | Orica-AIS                   | + 3 min 46 s     |
| 6e | Tatiana Guderzo      | Italie         | MCipollini-Giambenini-Gauss | + 4 min 08 s     |
| 7e | Claudia Häusler      | Allemagne      | Orica-AIS                   | + 4 min 15 s     |
| 8e | Judith Arndt         | Allemagne      | Orica-AIS                   | + 4 min 25 s     |
| 9e | Elisa Longo Borghini | Italie         | Hitec Products-Mistral Home | + 5 min 00 s     |
| 10e | Ashleigh Moolman     | Afrique du Sud | Lotto Belisol Ladies        | + 5 min 00 s     |

### 6eétape

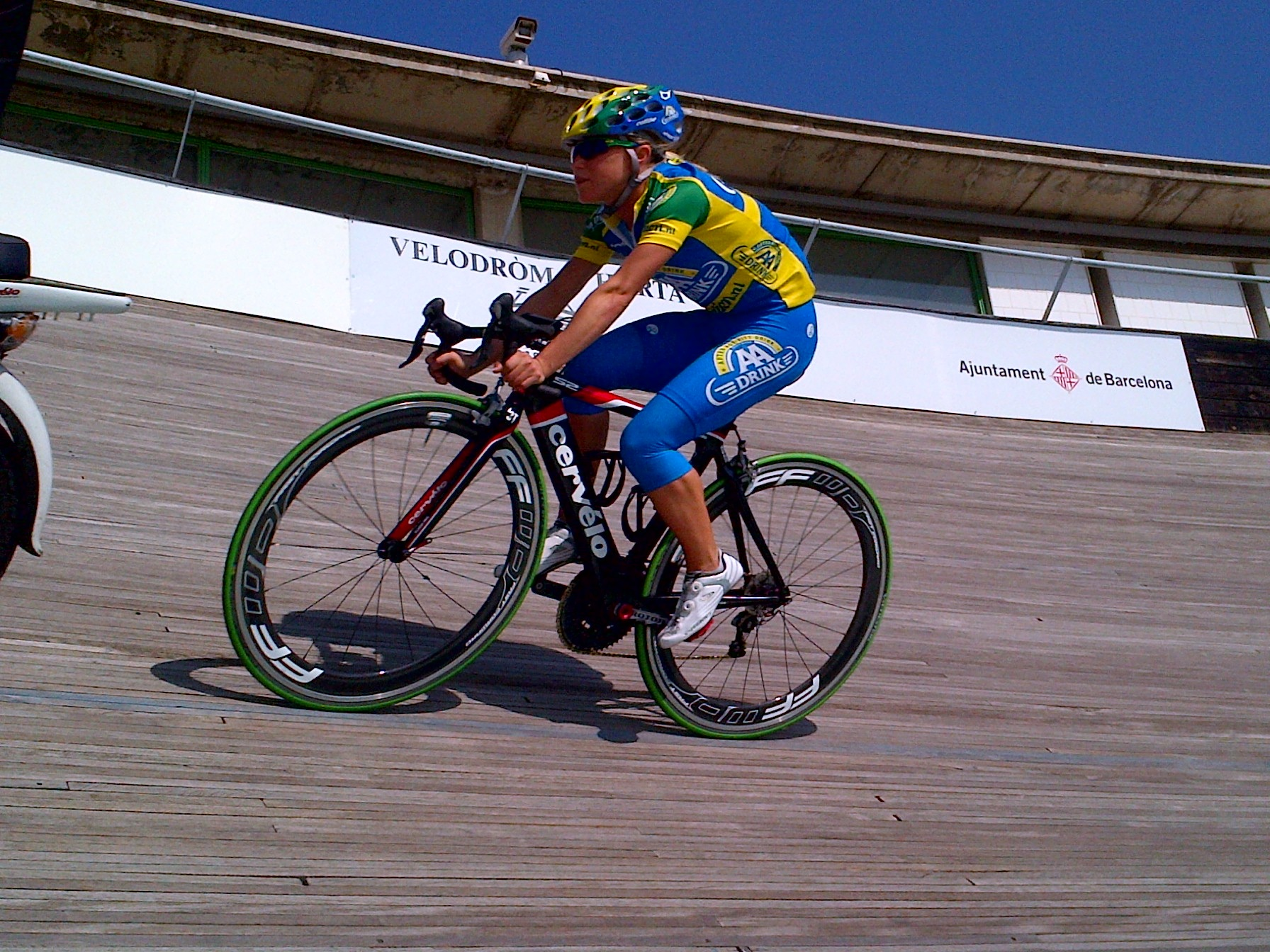
Shelley Evans sur piste en 2012

Au bout de trente kilomètres, un groupe de treize coureuses se forme. L'avance est d'environ trente secondes. Elles sont reprises. En fin de course, un groupe de quatre : Anna van der Breggen, Loes Gunnewijk, Lauren Kitchen et Noemi Cantele, compte jusqu'à quinze secondes d'avance. L'étape se conclut au sprint. Marianne Vos lance d'un peu trop loin et est remontée par Shelley Olds, qui s'impose,,.
| \| Classement de l'étape \| Classement de l'étape \| Classement de l'étape \| Classement de l'étape \| Classement de l'étape \| \| Coureur \| Coureur \| Pays \| Équipe \| Temps \| \| --------------------- \| --------------------- \| --------------------- \| --------------------------- \| --------------------- \| \| 1re \| Shelley Olds \| États-Unis \| AA Drink-Leontien.nl \| 2 h 29 min 54 s \| \| 2e \| Marianne Vos \| Pays-Bas \| Rabobank Women \| + 0 s \| \| 3e \| Giorgia Bronzini \| Italie \| Diadora-Pasta Zara \| + 0 s \| \| 4e \| Monia Baccaille \| Italie \| MCipollini-Giambenini-Gauss \| + 0 s \| \| 5e \| Judith Arndt \| Allemagne \| Orica-AIS \| + 0 s \| \| 6e \| Emma Johansson \| Suède \| Hitec Products-Mistral Home \| + 0 s \| \| 7e \| Adrie Visser \| Pays-Bas \| Pays-Bas \| + 0 s \| \| 8e \| Alena Amialiusik \| Biélorussie \| Be Pink \| + 0 s \| \| 9e \| Cherise Willeit \| Afrique du Sud \| Lotto Belisol Ladies \| + 0 s \| \| 10e \| Rochelle Gilmore \| Australie \| Faren-Honda \| + 0 s \| |                  |                |                             |                 |
| |                  |                |                             |                 |
| Source : Cycling Quotient |                  |                |                             |                 |
| Classement de l'étape |                  |                |                             |                 |
| Coureur | Coureur          | Pays           | Équipe                      | Temps           |
| 1re | Shelley Olds     | États-Unis     | AA Drink-Leontien.nl        | 2 h 29 min 54 s |
| 2e | Marianne Vos     | Pays-Bas       | Rabobank Women              | + 0 s           |
| 3e | Giorgia Bronzini | Italie         | Diadora-Pasta Zara          | + 0 s           |
| 4e | Monia Baccaille  | Italie         | MCipollini-Giambenini-Gauss | + 0 s           |
| 5e | Judith Arndt     | Allemagne      | Orica-AIS                   | + 0 s           |
| 6e | Emma Johansson   | Suède          | Hitec Products-Mistral Home | + 0 s           |
| 7e | Adrie Visser     | Pays-Bas       | Pays-Bas                    | + 0 s           |
| 8e | Alena Amialiusik | Biélorussie    | Be Pink                     | + 0 s           |
| 9e | Cherise Willeit  | Afrique du Sud | Lotto Belisol Ladies        | + 0 s           |
| 10e | Rochelle Gilmore | Australie      | Faren-Honda                 | + 0 s           |

| \| Classement général \| Classement général \| Classement général \| Classement général \| Classement général \| \| Coureur \| Coureur \| Pays \| Équipe \| Temps \| \| ------------------ \| -------------------- \| ------------------ \| --------------------------- \| ------------------ \| \| 1re \| Marianne Vos \| Pays-Bas \| Rabobank Women \| 16 h 03 min 07 s \| \| 2e \| Evelyn Stevens \| États-Unis \| Specialized-Lululemon \| + 1 min 44 s \| \| 3e \| Emma Pooley \| Royaume-Uni \| AA Drink-Leontien.nl \| + 2 min 20 s \| \| 4e \| Fabiana Luperini \| Italie \| Faren-Honda \| + 2 min 57 s \| \| 5e \| Tiffany Cromwell \| Australie \| Orica-AIS \| + 4 min 06 s \| \| 6e \| Tatiana Guderzo \| Italie \| MCipollini-Giambenini-Gauss \| + 4 min 14 s \| \| 7e \| Claudia Häusler \| Allemagne \| Orica-AIS \| + 4 min 21 s \| \| 8e \| Judith Arndt \| Allemagne \| Orica-AIS \| + 4 min 31 s \| \| 9e \| Elisa Longo Borghini \| Italie \| Hitec Products-Mistral Home \| + 5 min 15 s \| \| 10e \| Ashleigh Moolman \| Afrique du Sud \| Lotto Belisol Ladies \| + 5 min 20 s \| |                      |                |                             |                  |
| |                      |                |                             |                  |
| Source : Cycling Quotient |                      |                |                             |                  |
| Classement général |                      |                |                             |                  |
| Coureur | Coureur              | Pays           | Équipe                      | Temps            |
| 1re | Marianne Vos         | Pays-Bas       | Rabobank Women              | 16 h 03 min 07 s |
| 2e | Evelyn Stevens       | États-Unis     | Specialized-Lululemon       | + 1 min 44 s     |
| 3e | Emma Pooley          | Royaume-Uni    | AA Drink-Leontien.nl        | + 2 min 20 s     |
| 4e | Fabiana Luperini     | Italie         | Faren-Honda                 | + 2 min 57 s     |
| 5e | Tiffany Cromwell     | Australie      | Orica-AIS                   | + 4 min 06 s     |
| 6e | Tatiana Guderzo      | Italie         | MCipollini-Giambenini-Gauss | + 4 min 14 s     |
| 7e | Claudia Häusler      | Allemagne      | Orica-AIS                   | + 4 min 21 s     |
| 8e | Judith Arndt         | Allemagne      | Orica-AIS                   | + 4 min 31 s     |
| 9e | Elisa Longo Borghini | Italie         | Hitec Products-Mistral Home | + 5 min 15 s     |
| 10e | Ashleigh Moolman     | Afrique du Sud | Lotto Belisol Ladies        | + 5 min 20 s     |

### 7eétape

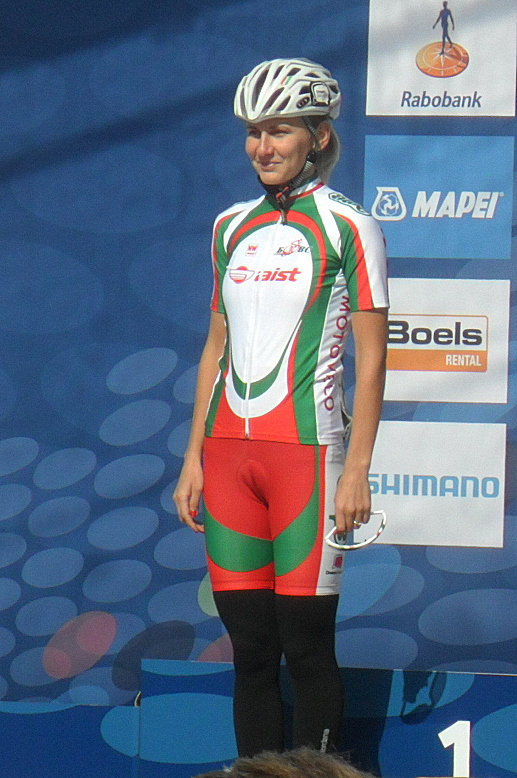
Alena Amialiusik en 2012

La première échappée est constituée de : Liesbet de Vocht, Shelley Olds, Amanda Spratt, Romy Kasper, Lise Hafsø Nøstvold, Anna van der Breggen, Alessandra Borchi, Marta Tagliaferro, Giada Borgato, Noemi Cantele, Elke Gebhardt et Ina-Yoko Teutenberg. L'écart atteint plus de trois minutes, mais le peloton finit par les reprendre. Dans la difficulté située proche de l'arrivée, Evelyn Stevens, Emma Pooley et Marianne Vos se mesurent entre elles. Le peloton explose complètement. Un groupe d'une douzaine de favorites passe au sommet. Marianne Vos attaque dans les descentes. Elle est rejointe par Emma Johansson puis Emma Pooley. Cependant, Marianne Vos profite des lacunes de la Britannique en descente pour se détacher de nouveau. Elles se regroupent ensuite, rejointe par Alena Amialiusik en entrant dans les deux derniers kilomètres. L'ultime montée perd aux poursuivantes de revenir sur leur talon. Evelyn Stevens attaque et est suivie par Marianne Vos. Dans ce final sinueux, cette dernière lance le sprint aux deux cents mètres et s'impose devant Emma Johansson,,.
| \| Classement de l'étape \| Classement de l'étape \| Classement de l'étape \| Classement de l'étape \| Classement de l'étape \| \| Coureur \| Coureur \| Pays \| Équipe \| Temps \| \| --------------------- \| --------------------- \| --------------------- \| --------------------------- \| --------------------- \| \| 1re \| Marianne Vos \| Pays-Bas \| Rabobank Women \| 3 h 17 min 44 s \| \| 2e \| Emma Johansson \| Suède \| Hitec Products-Mistral Home \| + 0 s \| \| 3e \| Fabiana Luperini \| Italie \| Faren-Honda \| + 0 s \| \| 4e \| Evelyn Stevens \| États-Unis \| Specialized-Lululemon \| + 0 s \| \| 5e \| Judith Arndt \| Allemagne \| Orica-AIS \| + 0 s \| \| 6e \| Emma Pooley \| Royaume-Uni \| AA Drink-Leontien.nl \| + 0 s \| \| 7e \| Rasa Leleivytė \| Lituanie \| Vaiano Tepso \| + 0 s \| \| 8e \| Tatiana Guderzo \| Italie \| MCipollini-Giambenini-Gauss \| + 0 s \| \| 9e \| Ashleigh Moolman \| Afrique du Sud \| Lotto Belisol Ladies \| + 6 s \| \| 10e \| Elisa Longo Borghini \| Italie \| Hitec Products-Mistral Home \| + 6 s \| |                      |                |                             |                 |
| |                      |                |                             |                 |
| Source : Cycling Quotient |                      |                |                             |                 |
| Classement de l'étape |                      |                |                             |                 |
| Coureur | Coureur              | Pays           | Équipe                      | Temps           |
| 1re | Marianne Vos         | Pays-Bas       | Rabobank Women              | 3 h 17 min 44 s |
| 2e | Emma Johansson       | Suède          | Hitec Products-Mistral Home | + 0 s           |
| 3e | Fabiana Luperini     | Italie         | Faren-Honda                 | + 0 s           |
| 4e | Evelyn Stevens       | États-Unis     | Specialized-Lululemon       | + 0 s           |
| 5e | Judith Arndt         | Allemagne      | Orica-AIS                   | + 0 s           |
| 6e | Emma Pooley          | Royaume-Uni    | AA Drink-Leontien.nl        | + 0 s           |
| 7e | Rasa Leleivytė       | Lituanie       | Vaiano Tepso                | + 0 s           |
| 8e | Tatiana Guderzo      | Italie         | MCipollini-Giambenini-Gauss | + 0 s           |
| 9e | Ashleigh Moolman     | Afrique du Sud | Lotto Belisol Ladies        | + 6 s           |
| 10e | Elisa Longo Borghini | Italie         | Hitec Products-Mistral Home | + 6 s           |

| \| Classement général \| Classement général \| Classement général \| Classement général \| Classement général \| \| Coureur \| Coureur \| Pays \| Équipe \| Temps \| \| ------------------ \| -------------------- \| ------------------ \| --------------------------- \| ------------------ \| \| 1re \| Marianne Vos \| Pays-Bas \| Rabobank Women \| 19 h 20 min 41 s \| \| 2e \| Evelyn Stevens \| États-Unis \| Specialized-Lululemon \| + 1 min 54 s \| \| 3e \| Emma Pooley \| Royaume-Uni \| AA Drink-Leontien.nl \| + 2 min 30 s \| \| 4e \| Fabiana Luperini \| Italie \| Faren-Honda \| + 3 min 03 s \| \| 5e \| Tatiana Guderzo \| Italie \| MCipollini-Giambenini-Gauss \| + 4 min 24 s \| \| 6e \| Claudia Häusler \| Allemagne \| Orica-AIS \| + 4 min 37 s \| \| 7e \| Judith Arndt \| Allemagne \| Orica-AIS \| + 4 min 41 s \| \| 8e \| Elisa Longo Borghini \| Italie \| Hitec Products-Mistral Home \| + 5 min 31 s \| \| 9e \| Ashleigh Moolman \| Afrique du Sud \| Lotto Belisol Ladies \| + 5 min 36 s \| \| 10e \| Tiffany Cromwell \| Australie \| Orica-AIS \| + 5 min 38 s \| |                      |                |                             |                  |
| |                      |                |                             |                  |
| Source : Cycling Quotient |                      |                |                             |                  |
| Classement général |                      |                |                             |                  |
| Coureur | Coureur              | Pays           | Équipe                      | Temps            |
| 1re | Marianne Vos         | Pays-Bas       | Rabobank Women              | 19 h 20 min 41 s |
| 2e | Evelyn Stevens       | États-Unis     | Specialized-Lululemon       | + 1 min 54 s     |
| 3e | Emma Pooley          | Royaume-Uni    | AA Drink-Leontien.nl        | + 2 min 30 s     |
| 4e | Fabiana Luperini     | Italie         | Faren-Honda                 | + 3 min 03 s     |
| 5e | Tatiana Guderzo      | Italie         | MCipollini-Giambenini-Gauss | + 4 min 24 s     |
| 6e | Claudia Häusler      | Allemagne      | Orica-AIS                   | + 4 min 37 s     |
| 7e | Judith Arndt         | Allemagne      | Orica-AIS                   | + 4 min 41 s     |
| 8e | Elisa Longo Borghini | Italie         | Hitec Products-Mistral Home | + 5 min 31 s     |
| 9e | Ashleigh Moolman     | Afrique du Sud | Lotto Belisol Ladies        | + 5 min 36 s     |
| 10e | Tiffany Cromwell     | Australie      | Orica-AIS                   | + 5 min 38 s     |

### 8eétape

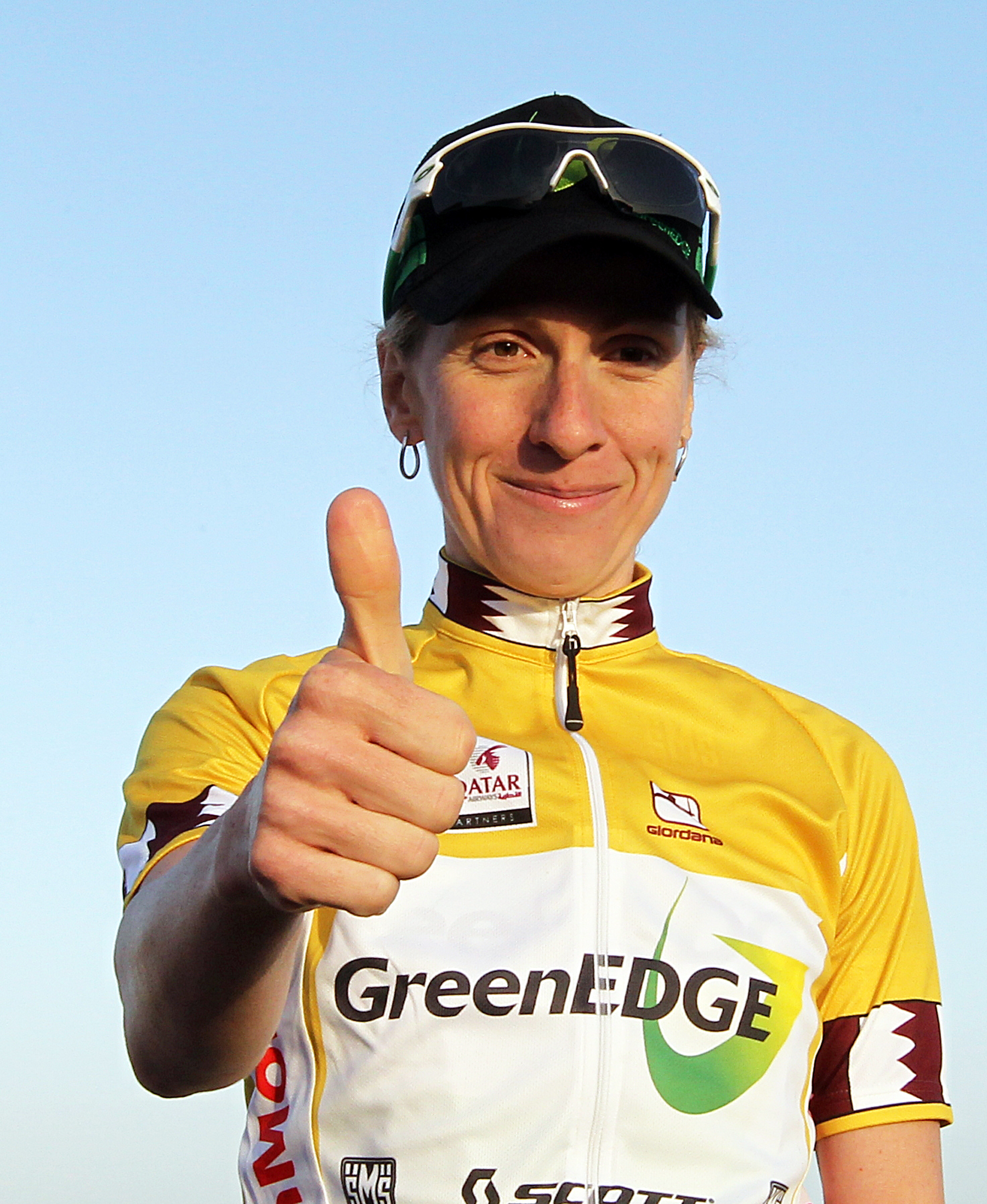
Judith Arndt en 2012

De nombreuses tentatives d'échappée ont lieu. Linda Villumsen parvient à sortir. Małgorzata Jasińska part à sa poursuite, tout comme plus tard Noemi Cantele. La Néo-zélandaise est reprise. Dans le final, Marianne Vos part avec Judith Arndt et Evelyn Stevens. Marianne Vos s'impose dans un sprint à trois devant Judith Arndt et Evelyn Stevens. Derrière, Emma Johansson règle le peloton,,.
| \| Classement de l'étape \| Classement de l'étape \| Classement de l'étape \| Classement de l'étape \| Classement de l'étape \| \| Coureur \| Coureur \| Pays \| Équipe \| Temps \| \| --------------------- \| --------------------- \| --------------------- \| --------------------------- \| --------------------- \| \| 1re \| Marianne Vos \| Pays-Bas \| Rabobank Women \| 2 h 45 min 43 s \| \| 2e \| Judith Arndt \| Allemagne \| Orica-AIS \| + 0 s \| \| 3e \| Evelyn Stevens \| États-Unis \| Specialized-Lululemon \| + 0 s \| \| 4e \| Shelley Olds \| États-Unis \| AA Drink-Leontien.nl \| + 40 s \| \| 5e \| Chloe Hosking \| Australie \| Specialized-Lululemon \| + 40 s \| \| 6e \| Giorgia Bronzini \| Italie \| Diadora-Pasta Zara \| + 40 s \| \| 7e \| Alona Andruk \| Ukraine \| Vaiano Tepso \| + 40 s \| \| 8e \| Emma Johansson \| Suède \| Hitec Products-Mistral Home \| + 40 s \| \| 9e \| Alena Amialiusik \| Biélorussie \| Be Pink \| + 40 s \| \| 10e \| Liesbet De Vocht \| Belgique \| Rabobank Women \| + 40 s \| |                  |             |                             |                 |
| |                  |             |                             |                 |
| Source : Cycling Quotient |                  |             |                             |                 |
| Classement de l'étape |                  |             |                             |                 |
| Coureur | Coureur          | Pays        | Équipe                      | Temps           |
| 1re | Marianne Vos     | Pays-Bas    | Rabobank Women              | 2 h 45 min 43 s |
| 2e | Judith Arndt     | Allemagne   | Orica-AIS                   | + 0 s           |
| 3e | Evelyn Stevens   | États-Unis  | Specialized-Lululemon       | + 0 s           |
| 4e | Shelley Olds     | États-Unis  | AA Drink-Leontien.nl        | + 40 s          |
| 5e | Chloe Hosking    | Australie   | Specialized-Lululemon       | + 40 s          |
| 6e | Giorgia Bronzini | Italie      | Diadora-Pasta Zara          | + 40 s          |
| 7e | Alona Andruk     | Ukraine     | Vaiano Tepso                | + 40 s          |
| 8e | Emma Johansson   | Suède       | Hitec Products-Mistral Home | + 40 s          |
| 9e | Alena Amialiusik | Biélorussie | Be Pink                     | + 40 s          |
| 10e | Liesbet De Vocht | Belgique    | Rabobank Women              | + 40 s          |

| \| Classement général \| Classement général \| Classement général \| Classement général \| Classement général \| \| Coureur \| Coureur \| Pays \| Équipe \| Temps \| \| ------------------ \| -------------------- \| ------------------ \| --------------------------- \| ------------------ \| \| 1re \| Marianne Vos \| Pays-Bas \| Rabobank Women \| 22 h 06 min 11 s \| \| 2e \| Evelyn Stevens \| États-Unis \| Specialized-Lululemon \| + 2 min 01 s \| \| 3e \| Emma Pooley \| Royaume-Uni \| AA Drink-Leontien.nl \| + 3 min 23 s \| \| 4e \| Fabiana Luperini \| Italie \| Faren-Honda \| + 3 min 56 s \| \| 5e \| Judith Arndt \| Allemagne \| Orica-AIS \| + 4 min 47 s \| \| 6e \| Tatiana Guderzo \| Italie \| MCipollini-Giambenini-Gauss \| + 5 min 17 s \| \| 7e \| Claudia Häusler \| Allemagne \| Orica-AIS \| + 5 min 30 s \| \| 8e \| Elisa Longo Borghini \| Italie \| Hitec Products-Mistral Home \| + 6 min 24 s \| \| 9e \| Ashleigh Moolman \| Afrique du Sud \| Lotto Belisol Ladies \| + 6 min 29 s \| \| 10e \| Tiffany Cromwell \| Australie \| Orica-AIS \| + 6 min 31 s \| |                      |                |                             |                  |
| |                      |                |                             |                  |
| Source : Cycling Quotient |                      |                |                             |                  |
| Classement général |                      |                |                             |                  |
| Coureur | Coureur              | Pays           | Équipe                      | Temps            |
| 1re | Marianne Vos         | Pays-Bas       | Rabobank Women              | 22 h 06 min 11 s |
| 2e | Evelyn Stevens       | États-Unis     | Specialized-Lululemon       | + 2 min 01 s     |
| 3e | Emma Pooley          | Royaume-Uni    | AA Drink-Leontien.nl        | + 3 min 23 s     |
| 4e | Fabiana Luperini     | Italie         | Faren-Honda                 | + 3 min 56 s     |
| 5e | Judith Arndt         | Allemagne      | Orica-AIS                   | + 4 min 47 s     |
| 6e | Tatiana Guderzo      | Italie         | MCipollini-Giambenini-Gauss | + 5 min 17 s     |
| 7e | Claudia Häusler      | Allemagne      | Orica-AIS                   | + 5 min 30 s     |
| 8e | Elisa Longo Borghini | Italie         | Hitec Products-Mistral Home | + 6 min 24 s     |
| 9e | Ashleigh Moolman     | Afrique du Sud | Lotto Belisol Ladies        | + 6 min 29 s     |
| 10e | Tiffany Cromwell     | Australie      | Orica-AIS                   | + 6 min 31 s     |

### 9eétape

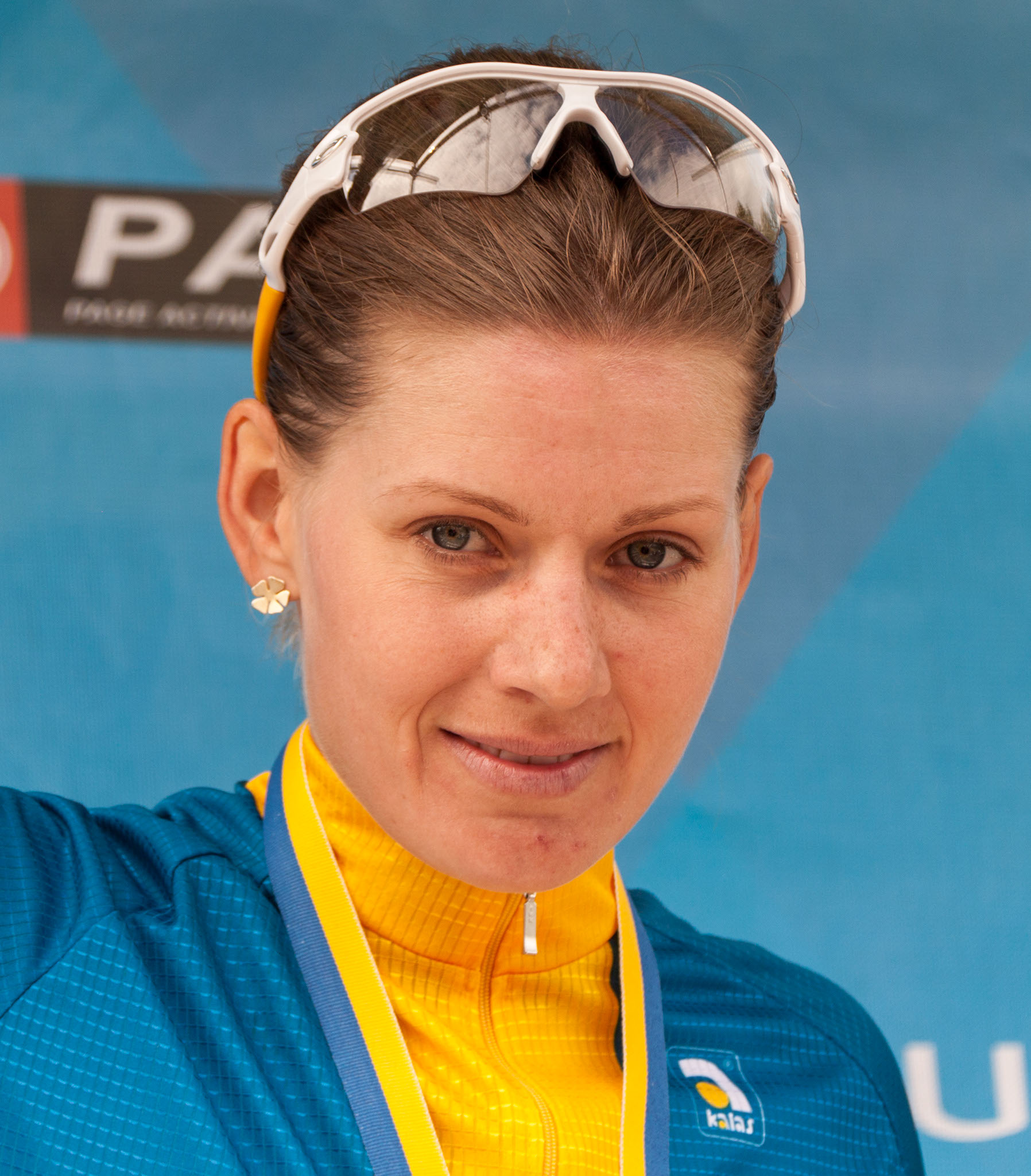
Emma Johansson en 2012

Plusieurs échappées se forment en début d'étape. Une est constituée de : Simona Frapporti, Silvia Valsecchi, Inga Čilvinaitė et Marta Tagliaferro. Elles sont rejointes par Marta Bastianelli, puis d'autres coureuses pour atteindre une vingtaine d'unités. La dernière difficulté du parcours réduit rapidement le peloton à une vingtaine d'unités. Sharon Laws s'extrait du groupe de tête. Elle est suivie par Małgorzata Jasińska et Nicole Cooke, puis Lucinda Brand. Elles sont néanmoins rejointes. Derrière, Evelyn Stevens, Emma Pooley et Marianne Vos se maintiennent sous pression. Au sommet,  Emma Johansson, Emma Pooley et Marianne Vos se détachent. Emma Johansson gagne l'étape devant Marianne Vos et Emma Pooley quelques mètres derrière. Cette dernière effectue néanmoins une excellente opération en passant deuxième du classement général à la place d'Evelyn Stevens. Emma Johansson remonte elle de la onzième à la cinquième place du classement général,,.
| \| Classement de l'étape \| Classement de l'étape \| Classement de l'étape \| Classement de l'étape \| Classement de l'étape \| \| Coureur \| Coureur \| Pays \| Équipe \| Temps \| \| --------------------- \| --------------------- \| --------------------- \| --------------------------- \| --------------------- \| \| 1re \| Emma Johansson \| Suède \| Hitec Products-Mistral Home \| 2 h 44 min 38 s \| \| 2e \| Marianne Vos \| Pays-Bas \| Rabobank Women \| + 0 s \| \| 3e \| Emma Pooley \| Royaume-Uni \| AA Drink-Leontien.nl \| + 2 s \| \| 4e \| Alena Amialiusik \| Biélorussie \| Be Pink \| + 3 min 37 s \| \| 5e \| Rossella Ratto \| Italie \| Verinlegno-Fabiani \| + 3 min 37 s \| \| 6e \| Rasa Leleivytė \| Lituanie \| Vaiano Tepso \| + 3 min 37 s \| \| 7e \| Elisa Longo Borghini \| Italie \| Hitec Products-Mistral Home \| + 3 min 37 s \| \| 8e \| Judith Arndt \| Allemagne \| Orica-AIS \| + 3 min 37 s \| \| 9e \| Lucinda Brand \| Pays-Bas \| AA Drink-Leontien.nl \| + 3 min 37 s \| \| 10e \| Małgorzata Jasińska \| Pologne \| MCipollini-Giambenini-Gauss \| + 3 min 37 s \| |                      |             |                             |                 |
| |                      |             |                             |                 |
| Source : Cycling Quotient |                      |             |                             |                 |
| Classement de l'étape |                      |             |                             |                 |
| Coureur | Coureur              | Pays        | Équipe                      | Temps           |
| 1re | Emma Johansson       | Suède       | Hitec Products-Mistral Home | 2 h 44 min 38 s |
| 2e | Marianne Vos         | Pays-Bas    | Rabobank Women              | + 0 s           |
| 3e | Emma Pooley          | Royaume-Uni | AA Drink-Leontien.nl        | + 2 s           |
| 4e | Alena Amialiusik     | Biélorussie | Be Pink                     | + 3 min 37 s    |
| 5e | Rossella Ratto       | Italie      | Verinlegno-Fabiani          | + 3 min 37 s    |
| 6e | Rasa Leleivytė       | Lituanie    | Vaiano Tepso                | + 3 min 37 s    |
| 7e | Elisa Longo Borghini | Italie      | Hitec Products-Mistral Home | + 3 min 37 s    |
| 8e | Judith Arndt         | Allemagne   | Orica-AIS                   | + 3 min 37 s    |
| 9e | Lucinda Brand        | Pays-Bas    | AA Drink-Leontien.nl        | + 3 min 37 s    |
| 10e | Małgorzata Jasińska  | Pologne     | MCipollini-Giambenini-Gauss | + 3 min 37 s    |

## Classement général final
| \| Classement général \| Classement général \| Classement général \| Classement général \| Classement général \| \| Coureur \| Coureur \| Pays \| Équipe \| Temps \| \| ------------------ \| -------------------- \| ------------------ \| --------------------------- \| ------------------ \| \| 1re \| Marianne Vos \| Pays-Bas \| Rabobank Women \| 24 h 50 min 43 s \| \| 2e \| Emma Pooley \| Royaume-Uni \| AA Drink-Leontien.nl \| + 3 min 27 s \| \| 3e \| Evelyn Stevens \| États-Unis \| Specialized-Lululemon \| + 6 min 32 s \| \| 4e \| Fabiana Luperini \| Italie \| Faren-Honda \| + 7 min 39 s \| \| 5e \| Emma Johansson \| Suède \| Hitec Products-Mistral Home \| + 7 min 50 s \| \| 6e \| Judith Arndt \| Allemagne \| Orica-AIS \| + 8 min 30 s \| \| 7e \| Tatiana Guderzo \| Italie \| MCipollini-Giambenini-Gauss \| + 9 min 00 s \| \| 8e \| Claudia Häusler \| Allemagne \| Orica-AIS \| + 9 min 13 s \| \| 9e \| Elisa Longo Borghini \| Italie \| Hitec Products-Mistral Home \| + 10 min 07 s \| \| 10e \| Ashleigh Moolman \| Afrique du Sud \| Lotto Belisol Ladies \| + 10 min 12 s \| |                      |                |                             |                  |
| |                      |                |                             |                  |
| |                      |                |                             |                  |
| Classement général |                      |                |                             |                  |
| Coureur | Coureur              | Pays           | Équipe                      | Temps            |
| 1re | Marianne Vos         | Pays-Bas       | Rabobank Women              | 24 h 50 min 43 s |
| 2e | Emma Pooley          | Royaume-Uni    | AA Drink-Leontien.nl        | + 3 min 27 s     |
| 3e | Evelyn Stevens       | États-Unis     | Specialized-Lululemon       | + 6 min 32 s     |
| 4e | Fabiana Luperini     | Italie         | Faren-Honda                 | + 7 min 39 s     |
| 5e | Emma Johansson       | Suède          | Hitec Products-Mistral Home | + 7 min 50 s     |
| 6e | Judith Arndt         | Allemagne      | Orica-AIS                   | + 8 min 30 s     |
| 7e | Tatiana Guderzo      | Italie         | MCipollini-Giambenini-Gauss | + 9 min 00 s     |
| 8e | Claudia Häusler      | Allemagne      | Orica-AIS                   | + 9 min 13 s     |
| 9e | Elisa Longo Borghini | Italie         | Hitec Products-Mistral Home | + 10 min 07 s    |
| 10e | Ashleigh Moolman     | Afrique du Sud | Lotto Belisol Ladies        | + 10 min 12 s    |

### Points UCI
| Position           | 1er | 2e | 3e | 4e | 5e | 6e | 7e | 8e | 9e | 10e | 11e | 12e |
| Classement général | 80  | 56 | 32 | 24 | 20 | 16 | 12 | 8  | 7  | 6   | 5   | 3   |
| Par étape          | 16  | 11 | 6  | 5  | 4  | 2  |    |    |    |     |     |     |
| Leader, par étape  | 8   |    |    |    |    |    |    |    |    |     |     |     |

## Classements annexes
| Classement par points | Classement par points | Classement par points | Classement par points       | Classement par points |
| Coureur               | Coureur               | Pays                  | Équipe                      | Points                |
| --------------------- | --------------------- | --------------------- | --------------------------- | --------------------- |
| 1re                   | Marianne Vos          | Pays-Bas              | Rabobank Women              | 107 pts               |
| 2e                    | Emma Johansson        | Suède                 | Hitec Products-Mistral Home | 52 pts                |
| 3e                    | Judith Arndt          | Allemagne             | Orica-AIS                   | 48 pts                |
| 4e                    | Evelyn Stevens        | États-Unis            | Specialized-Lululemon       | 47 pts                |
| 5e                    | Shelley Olds          | États-Unis            | AA Drink-Leontien.nl        | 43 pts                |
| 6e                    | Giorgia Bronzini      | Italie                | Diadora-Pasta Zara          | 37 pts                |
| 7e                    | Emma Pooley           | Royaume-Uni           | AA Drink-Leontien.nl        | 32 pts                |
| 8e                    | Fabiana Luperini      | Italie                | Faren-Honda                 | 26 pts                |
| 9e                    | Tatiana Guderzo       | Italie                | MCipollini-Giambenini-Gauss | 17 pts                |
| 10e                   | Monia Baccaille       | Italie                | MCipollini-Giambenini-Gauss | 17 pts                |

| Classement par points | Classement par points | Classement par points | Classement par points       | Classement par points |
| Coureur               | Coureur               | Pays                  | Équipe                      | Points                |
| --------------------- | --------------------- | --------------------- | --------------------------- | --------------------- |
| 1re                   | Marianne Vos          | Pays-Bas              | Rabobank Women              | 107 pts               |
| 2e                    | Emma Johansson        | Suède                 | Hitec Products-Mistral Home | 52 pts                |
| 3e                    | Judith Arndt          | Allemagne             | Orica-AIS                   | 48 pts                |
| 4e                    | Evelyn Stevens        | États-Unis            | Specialized-Lululemon       | 47 pts                |
| 5e                    | Shelley Olds          | États-Unis            | AA Drink-Leontien.nl        | 43 pts                |
| 6e                    | Giorgia Bronzini      | Italie                | Diadora-Pasta Zara          | 37 pts                |
| 7e                    | Emma Pooley           | Royaume-Uni           | AA Drink-Leontien.nl        | 32 pts                |
| 8e                    | Fabiana Luperini      | Italie                | Faren-Honda                 | 26 pts                |
| 9e                    | Tatiana Guderzo       | Italie                | MCipollini-Giambenini-Gauss | 17 pts                |
| 10e                   | Monia Baccaille       | Italie                | MCipollini-Giambenini-Gauss | 17 pts                |

| Classement de la montagne | Classement de la montagne | Classement de la montagne | Classement de la montagne   | Classement de la montagne |
| Coureur                   | Coureur                   | Pays                      | Équipe                      | Points                    |
| ------------------------- | ------------------------- | ------------------------- | --------------------------- | ------------------------- |
| 1re                       | Emma Pooley               | Royaume-Uni               | AA Drink-Leontien.nl        | 43 pts                    |
| 2e                        | Evelyn Stevens            | États-Unis                | Specialized-Lululemon       | 21 pts                    |
| 3e                        | Marianne Vos              | Pays-Bas                  | Rabobank Women              | 16 pts                    |
| 4e                        | Linda Villumsen           | Nouvelle-Zélande          | Orica-AIS                   | 12 pts                    |
| 5e                        | Claudia Häusler           | Allemagne                 | Orica-AIS                   | 10 pts                    |
| 6e                        | Fabiana Luperini          | Italie                    | Faren-Honda                 | 10 pts                    |
| 7e                        | Emma Johansson            | Suède                     | Hitec Products-Mistral Home | 8 pts                     |
| 8e                        | Małgorzata Jasińska       | Pologne                   | MCipollini-Giambenini-Gauss | 7 pts                     |
| 9e                        | Ashleigh Moolman          | Afrique du Sud            | Lotto Belisol Ladies        | 7 pts                     |
| 10e                       | Aleksandra Sošenko        | Lituanie                  | Vaiano Tepso                | 5 pts                     |

| Classement de la montagne | Classement de la montagne | Classement de la montagne | Classement de la montagne   | Classement de la montagne |
| Coureur                   | Coureur                   | Pays                      | Équipe                      | Points                    |
| ------------------------- | ------------------------- | ------------------------- | --------------------------- | ------------------------- |
| 1re                       | Emma Pooley               | Royaume-Uni               | AA Drink-Leontien.nl        | 43 pts                    |
| 2e                        | Evelyn Stevens            | États-Unis                | Specialized-Lululemon       | 21 pts                    |
| 3e                        | Marianne Vos              | Pays-Bas                  | Rabobank Women              | 16 pts                    |
| 4e                        | Linda Villumsen           | Nouvelle-Zélande          | Orica-AIS                   | 12 pts                    |
| 5e                        | Claudia Häusler           | Allemagne                 | Orica-AIS                   | 10 pts                    |
| 6e                        | Fabiana Luperini          | Italie                    | Faren-Honda                 | 10 pts                    |
| 7e                        | Emma Johansson            | Suède                     | Hitec Products-Mistral Home | 8 pts                     |
| 8e                        | Małgorzata Jasińska       | Pologne                   | MCipollini-Giambenini-Gauss | 7 pts                     |
| 9e                        | Ashleigh Moolman          | Afrique du Sud            | Lotto Belisol Ladies        | 7 pts                     |
| 10e                       | Aleksandra Sošenko        | Lituanie                  | Vaiano Tepso                | 5 pts                     |

| Classement du meilleur jeune | Classement du meilleur jeune | Classement du meilleur jeune | Classement du meilleur jeune | Classement du meilleur jeune |
| Coureur                      | Coureur                      | Pays                         | Équipe                       | Temps                        |
| ---------------------------- | ---------------------------- | ---------------------------- | ---------------------------- | ---------------------------- |
| 1re                          | Elisa Longo Borghini         | Italie                       | Hitec Products-Mistral Home  | 25 h 00 min 50 s             |
| 2e                           | Alena Amialiusik             | Biélorussie                  | Be Pink                      | + 5 min 11 s                 |
| 3e                           | Rossella Ratto               | Italie                       | Verinlegno-Fabiani           | + 13 min 12 s                |
| 4e                           | Lucinda Brand                | Pays-Bas                     | AA Drink-Leontien.nl         | + 28 min 42 s                |
| 5e                           | Anna van der Breggen         | Pays-Bas                     | Pays-Bas                     | + 30 min 10 s                |
| 6e                           | Kataržina Sosna              | Lituanie                     | Vaiano Tepso                 | + 30 min 50 s                |
| 7e                           | Valentina Carretta           | Italie                       | MCipollini-Giambenini-Gauss  | + 31 min 42 s                |
| 8e                           | Marta Tagliaferro            | Italie                       | MCipollini-Giambenini-Gauss  | + 45 min 11 s                |
| 9e                           | Viviana Gatto                | Italie                       | Fassa Bortolo-Servetto       | + 45 min 24 s                |
| 10e                          | Francesca Cauz               | Italie                       | Fassa Bortolo-Servetto       | + 47 min 19 s                |

| Classement du meilleur jeune | Classement du meilleur jeune | Classement du meilleur jeune | Classement du meilleur jeune | Classement du meilleur jeune |
| Coureur                      | Coureur                      | Pays                         | Équipe                       | Temps                        |
| ---------------------------- | ---------------------------- | ---------------------------- | ---------------------------- | ---------------------------- |
| 1re                          | Elisa Longo Borghini         | Italie                       | Hitec Products-Mistral Home  | 25 h 00 min 50 s             |
| 2e                           | Alena Amialiusik             | Biélorussie                  | Be Pink                      | + 5 min 11 s                 |
| 3e                           | Rossella Ratto               | Italie                       | Verinlegno-Fabiani           | + 13 min 12 s                |
| 4e                           | Lucinda Brand                | Pays-Bas                     | AA Drink-Leontien.nl         | + 28 min 42 s                |
| 5e                           | Anna van der Breggen         | Pays-Bas                     | Pays-Bas                     | + 30 min 10 s                |
| 6e                           | Kataržina Sosna              | Lituanie                     | Vaiano Tepso                 | + 30 min 50 s                |
| 7e                           | Valentina Carretta           | Italie                       | MCipollini-Giambenini-Gauss  | + 31 min 42 s                |
| 8e                           | Marta Tagliaferro            | Italie                       | MCipollini-Giambenini-Gauss  | + 45 min 11 s                |
| 9e                           | Viviana Gatto                | Italie                       | Fassa Bortolo-Servetto       | + 45 min 24 s                |
| 10e                          | Francesca Cauz               | Italie                       | Fassa Bortolo-Servetto       | + 47 min 19 s                |

| Classement de la meilleure Italienne | Classement de la meilleure Italienne | Classement de la meilleure Italienne | Classement de la meilleure Italienne | Classement de la meilleure Italienne |
|                                      | Coureur                              | Pays                                 | Équipe                               | Temps                                |
| ------------------------------------ | ------------------------------------ | ------------------------------------ | ------------------------------------ | ------------------------------------ |
| 1er                                  | Fabiana Luperini                     | Italie                               | Faren Honda                          | en 24 h 58 min 22 s                  |
| 2e                                   | Tatiana Guderzo                      | Italie                               | MCipollini-Giambenini                | + 1 min 21 s                         |
| 3e                                   | Elisa Longo Borghini                 | Italie                               | Hitec Products                       | + 2 min 28 s                         |
| modifier                             |                                      |                                      |                                      |                                      |

## Évolution des classements
| Étape              |                             | Vainqueur _      | Classement général | Classement par points | Meilleur grimpeur  | Meilleur jeune       | Nationalité      |
| ------------------ | --------------------------- | ---------------- | ------------------ | --------------------- | ------------------ | -------------------- | ---------------- |
| 1re étape          | étape de plaine             | Marianne Vos     | Marianne Vos       | Marianne Vos          | Aleksandra Sošenko | Chloe Hosking        | Giorgia Bronzini |
| 2e étape           | contre-la-montre individuel | Marianne Vos     | Marianne Vos       | Marianne Vos          | Aleksandra Sošenko | Alena Amialiusik     | Tatiana Guderzo  |
| 3e étape           | étape de montagne           | Evelyn Stevens   | Evelyn Stevens     | Marianne Vos          | Emma Pooley        | Elisa Longo Borghini | Fabiana Luperini |
| 4e étape           | étape de moyenne montagne   | Marianne Vos     | Marianne Vos       | Marianne Vos          | Emma Pooley        | Elisa Longo Borghini | Fabiana Luperini |
| 5e étape           | étape de plaine             | Tiffany Cromwell | Marianne Vos       | Marianne Vos          | Emma Pooley        | Elisa Longo Borghini | Fabiana Luperini |
| 6e étape           | étape vallonnée             | Shelley Olds     | Marianne Vos       | Marianne Vos          | Emma Pooley        | Elisa Longo Borghini | Fabiana Luperini |
| 7e étape           | étape de moyenne montagne   | Marianne Vos     | Marianne Vos       | Marianne Vos          | Emma Pooley        | Elisa Longo Borghini | Fabiana Luperini |
| 8e étape           | étape de plaine             | Marianne Vos     | Marianne Vos       | Marianne Vos          | Emma Pooley        | Elisa Longo Borghini | Fabiana Luperini |
| 9e étape           | étape vallonnée             | Emma Johansson   | Marianne Vos       | Marianne Vos          | Emma Pooley        | Elisa Longo Borghini | Fabiana Luperini |
| Classements finals | Classements finals          |                  | Marianne Vos       | Marianne Vos          | Emma Pooley        | Elisa Longo Borghini | Fabiana Luperini |

## Liste des participantes
| Légende                             | Légende                                                                                                  | Légende                         | Légende                                                                                         |
| ----------------------------------- | --- | ------------------------------- | ----------------------------------------------------------------------------------------------- |
| Num                                 | Dossard de départ porté par le coureur sur ce Tour d'Italie féminin                                      | Pos                             | Position finale au classement général                                                           |
| Leader du classement général        | Indique le vainqueur du classement général                                                               | Leader du classement par points | Indique le vainqueur du classement par points                                                   |
| Leader du classement de la montagne | Indique le vainqueur du classement de la montagne                                                        |                                 | Indique le vainqueur du classement du meilleur italien                                          |
|                                     | Indique un maillot de champion national ou mondial, suivi de sa spécialité                               | #                               | Indique la meilleure équipe                                                                     |
| NP                                  | Indique un coureur qui n'a pas pris le départ d'une étape, suivi du numéro de l'étape où il s'est retiré | AB                              | Indique un coureur qui n'a pas terminé une étape, suivi du numéro de l'étape où il s'est retiré |
| HD                                  | Indique un coureur qui a terminé une étape hors des délais, suivi du numéro de l'étape                   | DSQ                             | Indique un coureur qui a été disqualifié de la course, suivi du numéro de l'étape               |

| Rabobank Women RBW | Rabobank Women RBW                 | Rabobank Women RBW |
| ------------------ | ---------------------------------- | ------------------ |
| Num                | Coureur                            | Pos                |
| 1                  | Marianne Vos (NED)                 | 1re                |
| 2                  | Tatiana Antoshina (RUS)            | 19e                |
| 3                  | Liesbet De Vocht (BEL) (chrono)    | 34e                |
| 4                  | Lauren Kitchen (AUS)               | 83e                |
| 5                  | Sanne van Paassen (NED)            | 46e                |
| 6                  | Roxane Knetemann (NED)             | 60e                |
| 7                  | Iris Slappendel (NED)              | 75e                |
| 8                  | Annemiek van Vleuten (NED) (route) | AB-8               |

| AA Drink-Leontien.nl LNL | AA Drink-Leontien.nl LNL  | AA Drink-Leontien.nl LNL |
| ------------------------ | ------------------------- | ------------------------ |
| Num                      | Coureur                   | Pos                      |
| 11                       | Emma Pooley (GBR)         | 2e                       |
| 12                       | Lucinda Brand (NED)       | 21e                      |
| 13                       | Jessie Daams (BEL)        | 52e                      |
| 14                       | Marieke van Wanroij (NED) | 79e                      |
| 15                       | Sharon Laws (GBR) (route) | 16e                      |
| 16                       | Shelley Olds (USA)        | 27e                      |
| 17                       | Lucy Martin (GBR)         | 92e                      |
| 18                       | Lizzie Armitstead (GBR)   | NP-7                     |

| Lotto Belisol Ladies LBL | Lotto Belisol Ladies LBL       | Lotto Belisol Ladies LBL |
| ------------------------ | ------------------------------ | ------------------------ |
| Num                      | Coureur                        | Pos                      |
| 21                       | Robyn de Groot (RSA)           | 61e                      |
| 22                       | Ludivine Henrion (BEL)         | 84e                      |
| 23                       | Ashleigh Moolman (RSA) (route) | 10e                      |
| 24                       | Cherise Willeit (RSA) (chrono) | 50e                      |
| 25                       | Joanna van de Winkel (RSA)     | 15e                      |
| 26                       | Ann-Sophie Duyck (BEL)         | 66e                      |
| 27                       | Lise Olivier (RSA)             | 25e                      |

| Orica-AIS GEW | Orica-AIS GEW                        | Orica-AIS GEW |
| ------------- | ------------------------------------ | ------------- |
| Num           | Coureur                              | Pos           |
| 31            | Claudia Häusler (GER)                | 8e            |
| 32            | Judith Arndt (GER) (route et chrono) | 6e            |
| 33            | Shara Gillow (AUS) (chrono)          | 18e           |
| 34            | Loes Gunnewijk (NED)                 | 36e           |
| 35            | Linda Villumsen (NZL)                | 20e           |
| 36            | Jessie MacLean (AUS)                 | 76e           |
| 37            | Amanda Spratt (AUS) (route)          | NP-9          |
| 38            | Tiffany Cromwell (AUS)               | 11e           |

| RusVelo RVL | RusVelo RVL                      | RusVelo RVL |
| ----------- | -------------------------------- | ----------- |
| Num         | Coureur                          | Pos         |
| 42          | Natalja Bojarskaja (RUS)         | AB-4        |
| 43          | Ievguenia Moudraïa (RUS)         | AB-3        |
| 44          | Romy Kasper (GER)                | 28e         |
| 45          | Alina Bondarenko (RUS)           | AB-3        |
| 46          | Hanka Kupfernagel (GER)          | AB-4        |
| 47          | Irina Molicheva (RUS)            | NP-5        |
| 48          | Olga Zabelinskaïa (RUS) (chrono) | NP-5        |

| Hitec Products-Mistral Home HPU | Hitec Products-Mistral Home HPU        | Hitec Products-Mistral Home HPU |
| ------------------------------- | -------------------------------------- | ------------------------------- |
| Num                             | Coureur                                | Pos                             |
| 51                              | Emma Johansson (SWE) (route et chrono) | 5e                              |
| 52                              | Sara Mustonen (SWE)                    | 78e                             |
| 53                              | Elisa Longo Borghini (ITA)             | 9e                              |
| 54                              | Lise Hafsø Nøstvold (NOR) (chrono)     | AB-9                            |
| 55                              | Frøydis Meen Wærsted (NOR)             | AB-3                            |
| 56                              | Christel Ferrier-Bruneau (FRA)         | AB-7                            |
| 57                              | Sylwia Kapusta (POL)                   | NP-6                            |

| Faren-Honda FHT | Faren-Honda FHT              | Faren-Honda FHT |
| --------------- | ---------------------------- | --------------- |
| Num             | Coureur                      | Pos             |
| 61              | Nicole Cooke (GBR)           | 44e             |
| 62              | Myfanwy Galloway (AUS)       | AB-3            |
| 63              | Rochelle Gilmore (AUS)       | 68e             |
| 64              | Gracie Elvin (AUS)           | 74e             |
| 65              | Giuseppina Grassi (MEX)      | 62e             |
| 66              | Jennifer Hohl (SUI) (route)  | 65e             |
| 67              | Fabiana Luperini (ITA)       | 4e              |
| 68              | Yulia Blindyuk (RUS) (route) | 94e             |

| Vaiano Tepso VAI | Vaiano Tepso VAI            | Vaiano Tepso VAI |
| ---------------- | --------------------------- | ---------------- |
| Num              | Coureur                     | Pos              |
| 71               | Rasa Leleivytė (LTU)        | 13e              |
| 72               | Alona Andruk (UKR) (route)  | 63e              |
| 73               | Valentina Bastianelli (ITA) | 96e              |
| 74               | Kataržina Sosna (LTU)       | 23e              |
| 75               | Aleksandra Sošenko (LTU)    | 87e              |
| 76               | Eleonora Spaliviero (ITA)   | 90e              |
| 77               | Alessia Martini (ITA)       | 100e             |
| 78               | Anna Trevisi (ITA)          | 97e              |

| Pays-Bas NED | Pays-Bas NED         | Pays-Bas NED |
| ------------ | -------------------- | ------------ |
| Num          | Coureur              | Pos          |
| 81           | Martine Bras         | 51e          |
| 82           | Adrie Visser         | 41e          |
| 83           | Charlotte Lenting    | 103e         |
| 84           | Birgit Lavrijssen    | 93e          |
| 85           | Anna van der Breggen | 22e          |
| 86           | Kim de Baat          | 101e         |
| 87           | Julia Soek           | 80e          |

| MCipollini-Giambenini-Gauss MCG | MCipollini-Giambenini-Gauss MCG | MCipollini-Giambenini-Gauss MCG |
| ------------------------------- | ------------------------------- | ------------------------------- |
| Num                             | Coureur                         | Pos                             |
| 91                              | Monia Baccaille (ITA)           | 39e                             |
| 92                              | Marta Bastianelli (ITA)         | 53e                             |
| 93                              | Alessandra Borchi (ITA)         | 55e                             |
| 94                              | Valentina Carretta (ITA)        | 24e                             |
| 95                              | Tatiana Guderzo (ITA) (chrono)  | 7e                              |
| 96                              | Małgorzata Jasińska (POL)       | 54e                             |
| 97                              | Marta Tagliaferro (ITA)         | 30e                             |
| 98                              | Susanna Zorzi (ITA)             | 49e                             |

| Diadora-Pasta Zara DPZ | Diadora-Pasta Zara DPZ         | Diadora-Pasta Zara DPZ |
| ---------------------- | ------------------------------ | ---------------------- |
| Num                    | Coureur                        | Pos                    |
| 101                    | Giorgia Bronzini (ITA) (route) | 48e                    |
| 102                    | Giada Borgato (ITA) (route)    | 56e                    |
| 103                    | Inga Čilvinaitė (LTU) (route)  | 29e                    |
| 104                    | Alessandra D'Ettorre (ITA)     | 69e                    |
| 105                    | Edita Janeliūnaitė (LTU)       | 77e                    |
| 106                    | Amber Pierce (USA)             | 86e                    |
| 107                    | Agnė Šilinytė (LTU)            | 98e                    |
| 108                    | Francesca Stefani (ITA)        | 89e                    |

| Be Pink BPK | Be Pink BPK                     | Be Pink BPK |
| ----------- | ------------------------------- | ----------- |
| Num         | Coureur                         | Pos         |
| 111         | Noemi Cantele (ITA)             | 17e         |
| 112         | Alena Amialiusik (BLR) (chrono) | 12e         |
| 113         | Silvia Valsecchi (ITA)          | 73e         |
| 114         | Simona Frapporti (ITA)          | 67e         |
| 115         | Julia Martisova (RUS)           | 81e         |
| 116         | Oxana Kozonchuk (RUS)           | 32e         |
| 117         | Elke Gebhardt (GER)             | 35e         |
| 118         | Petra Zrimsek (SLO)             | 37e         |

| SC Michela Fanini Rox MIC | SC Michela Fanini Rox MIC            | SC Michela Fanini Rox MIC |
| ------------------------- | ------------------------------------ | ------------------------- |
| Num                       | Coureur                              | Pos                       |
| 121                       | Grete Treier (EST) (route et chrono) | DQ-1                      |
| 122                       | Alexandra Burtschenkowa (RUS)        | 26e                       |
| 123                       | Martina Růžičková (CZE)              | 43e                       |
| 124                       | Michal Ella (ISR)                    | AB-3                      |
| 125                       | Verónica Leal (MEX)                  | 45e                       |
| 126                       | Valentina Scandolara (ITA)           | 64e                       |
| 127                       | Lorena Foresi (ITA)                  | 70e                       |
| 128                       | Sara Grifi (ITA)                     | AB-8                      |

| Fassa Bortolo-Servetto TOG | Fassa Bortolo-Servetto TOG | Fassa Bortolo-Servetto TOG |
| -------------------------- | -------------------------- | -------------------------- |
| Num                        | Coureur                    | Pos                        |
| 131                        | Elena Berlato (ITA)        | 85e                        |
| 132                        | Francesca Cauz (ITA)       | 33e                        |
| 133                        | Erika Cecchel (ITA)        | AB-8                       |
| 134                        | Jennifer Fiori (ITA)       | 58e                        |
| 135                        | Viviana Gatto (ITA)        | 31e                        |
| 136                        | Barbara Guarischi (ITA)    | NP-7                       |
| 138                        | Doris Schweizer (SUI)      | 95e                        |

| Verinlegno-Fabiani GCV | Verinlegno-Fabiani GCV   | Verinlegno-Fabiani GCV |
| ---------------------- | ------------------------ | ---------------------- |
| Num                    | Coureur                  | Pos                    |
| 141                    | Odette Bertolin (ITA)    | 91e                    |
| 143                    | Rossella Ratto (ITA)     | 14e                    |
| 145                    | Barbara Venerito (ITA)   | AB-5                   |
| 146                    | Lara Vieceli (ITA)       | AB-9                   |
| 147                    | Fleur Faure (FRA)        | AB-1                   |
| 148                    | Dorota Gregorowicz (POL) | 99e                    |

| Specialized-Lululemon SLU | Specialized-Lululemon SLU   | Specialized-Lululemon SLU |
| ------------------------- | --------------------------- | ------------------------- |
| Num                       | Coureur                     | Pos                       |
| 151                       | Ina-Yoko Teutenberg (GER)   | NP-8                      |
| 152                       | Lisa Brennauer (GER)        | 59e                       |
| 153                       | Chloe Hosking (AUS)         | 47e                       |
| 154                       | Katie Colclough (GBR)       | 57e                       |
| 155                       | Charlotte Becker (GER)      | 38e                       |
| 156                       | Clara Hughes (CAN) (chrono) | NP-6                      |
| 157                       | Ally Stacher (USA)          | 72e                       |
| 158                       | Evelyn Stevens (USA)        | 3e                        |

| Forno d'Asolo Colavita FCL | Forno d'Asolo Colavita FCL       | Forno d'Asolo Colavita FCL |
| -------------------------- | -------------------------------- | -------------------------- |
| Num                        | Coureur                          | Pos                        |
| 161                        | Anastasia Tchulkova (RUS)        | 82e                        |
| 162                        | Svetlana Pauliukaitė (LTU)       | AB-6                       |
| 163                        | Whitney Gaggiol (USA)            | AB-6                       |
| 164                        | Uênia Fernandes Da Souza (BRA)   | 88e                        |
| 165                        | Liza Rachetto (USA)              | 71e                        |
| 166                        | Patricia Schwager (SUI) (chrono) | 40e                        |
| 167                        | Tetyana Riabchenko (UKR)         | 42e                        |
| 168                        | Federica Primavera (ITA)         | 102e                       |

| Rabobank Women RBW | Rabobank Women RBW                 | Rabobank Women RBW |
| ------------------ | ---------------------------------- | ------------------ |
| Num                | Coureur                            | Pos                |
| 1                  | Marianne Vos (NED)                 | 1re                |
| 2                  | Tatiana Antoshina (RUS)            | 19e                |
| 3                  | Liesbet De Vocht (BEL) (chrono)    | 34e                |
| 4                  | Lauren Kitchen (AUS)               | 83e                |
| 5                  | Sanne van Paassen (NED)            | 46e                |
| 6                  | Roxane Knetemann (NED)             | 60e                |
| 7                  | Iris Slappendel (NED)              | 75e                |
| 8                  | Annemiek van Vleuten (NED) (route) | AB-8               |

| AA Drink-Leontien.nl LNL | AA Drink-Leontien.nl LNL  | AA Drink-Leontien.nl LNL |
| ------------------------ | ------------------------- | ------------------------ |
| Num                      | Coureur                   | Pos                      |
| 11                       | Emma Pooley (GBR)         | 2e                       |
| 12                       | Lucinda Brand (NED)       | 21e                      |
| 13                       | Jessie Daams (BEL)        | 52e                      |
| 14                       | Marieke van Wanroij (NED) | 79e                      |
| 15                       | Sharon Laws (GBR) (route) | 16e                      |
| 16                       | Shelley Olds (USA)        | 27e                      |
| 17                       | Lucy Martin (GBR)         | 92e                      |
| 18                       | Lizzie Armitstead (GBR)   | NP-7                     |

| Lotto Belisol Ladies LBL | Lotto Belisol Ladies LBL       | Lotto Belisol Ladies LBL |
| ------------------------ | ------------------------------ | ------------------------ |
| Num                      | Coureur                        | Pos                      |
| 21                       | Robyn de Groot (RSA)           | 61e                      |
| 22                       | Ludivine Henrion (BEL)         | 84e                      |
| 23                       | Ashleigh Moolman (RSA) (route) | 10e                      |
| 24                       | Cherise Willeit (RSA) (chrono) | 50e                      |
| 25                       | Joanna van de Winkel (RSA)     | 15e                      |
| 26                       | Ann-Sophie Duyck (BEL)         | 66e                      |
| 27                       | Lise Olivier (RSA)             | 25e                      |

| Orica-AIS GEW | Orica-AIS GEW                        | Orica-AIS GEW |
| ------------- | ------------------------------------ | ------------- |
| Num           | Coureur                              | Pos           |
| 31            | Claudia Häusler (GER)                | 8e            |
| 32            | Judith Arndt (GER) (route et chrono) | 6e            |
| 33            | Shara Gillow (AUS) (chrono)          | 18e           |
| 34            | Loes Gunnewijk (NED)                 | 36e           |
| 35            | Linda Villumsen (NZL)                | 20e           |
| 36            | Jessie MacLean (AUS)                 | 76e           |
| 37            | Amanda Spratt (AUS) (route)          | NP-9          |
| 38            | Tiffany Cromwell (AUS)               | 11e           |

| RusVelo RVL | RusVelo RVL                      | RusVelo RVL |
| ----------- | -------------------------------- | ----------- |
| Num         | Coureur                          | Pos         |
| 42          | Natalja Bojarskaja (RUS)         | AB-4        |
| 43          | Ievguenia Moudraïa (RUS)         | AB-3        |
| 44          | Romy Kasper (GER)                | 28e         |
| 45          | Alina Bondarenko (RUS)           | AB-3        |
| 46          | Hanka Kupfernagel (GER)          | AB-4        |
| 47          | Irina Molicheva (RUS)            | NP-5        |
| 48          | Olga Zabelinskaïa (RUS) (chrono) | NP-5        |

| Hitec Products-Mistral Home HPU | Hitec Products-Mistral Home HPU        | Hitec Products-Mistral Home HPU |
| ------------------------------- | -------------------------------------- | ------------------------------- |
| Num                             | Coureur                                | Pos                             |
| 51                              | Emma Johansson (SWE) (route et chrono) | 5e                              |
| 52                              | Sara Mustonen (SWE)                    | 78e                             |
| 53                              | Elisa Longo Borghini (ITA)             | 9e                              |
| 54                              | Lise Hafsø Nøstvold (NOR) (chrono)     | AB-9                            |
| 55                              | Frøydis Meen Wærsted (NOR)             | AB-3                            |
| 56                              | Christel Ferrier-Bruneau (FRA)         | AB-7                            |
| 57                              | Sylwia Kapusta (POL)                   | NP-6                            |

| Faren-Honda FHT | Faren-Honda FHT              | Faren-Honda FHT |
| --------------- | ---------------------------- | --------------- |
| Num             | Coureur                      | Pos             |
| 61              | Nicole Cooke (GBR)           | 44e             |
| 62              | Myfanwy Galloway (AUS)       | AB-3            |
| 63              | Rochelle Gilmore (AUS)       | 68e             |
| 64              | Gracie Elvin (AUS)           | 74e             |
| 65              | Giuseppina Grassi (MEX)      | 62e             |
| 66              | Jennifer Hohl (SUI) (route)  | 65e             |
| 67              | Fabiana Luperini (ITA)       | 4e              |
| 68              | Yulia Blindyuk (RUS) (route) | 94e             |

| Vaiano Tepso VAI | Vaiano Tepso VAI            | Vaiano Tepso VAI |
| ---------------- | --------------------------- | ---------------- |
| Num              | Coureur                     | Pos              |
| 71               | Rasa Leleivytė (LTU)        | 13e              |
| 72               | Alona Andruk (UKR) (route)  | 63e              |
| 73               | Valentina Bastianelli (ITA) | 96e              |
| 74               | Kataržina Sosna (LTU)       | 23e              |
| 75               | Aleksandra Sošenko (LTU)    | 87e              |
| 76               | Eleonora Spaliviero (ITA)   | 90e              |
| 77               | Alessia Martini (ITA)       | 100e             |
| 78               | Anna Trevisi (ITA)          | 97e              |

| Pays-Bas NED | Pays-Bas NED         | Pays-Bas NED |
| ------------ | -------------------- | ------------ |
| Num          | Coureur              | Pos          |
| 81           | Martine Bras         | 51e          |
| 82           | Adrie Visser         | 41e          |
| 83           | Charlotte Lenting    | 103e         |
| 84           | Birgit Lavrijssen    | 93e          |
| 85           | Anna van der Breggen | 22e          |
| 86           | Kim de Baat          | 101e         |
| 87           | Julia Soek           | 80e          |

| MCipollini-Giambenini-Gauss MCG | MCipollini-Giambenini-Gauss MCG | MCipollini-Giambenini-Gauss MCG |
| ------------------------------- | ------------------------------- | ------------------------------- |
| Num                             | Coureur                         | Pos                             |
| 91                              | Monia Baccaille (ITA)           | 39e                             |
| 92                              | Marta Bastianelli (ITA)         | 53e                             |
| 93                              | Alessandra Borchi (ITA)         | 55e                             |
| 94                              | Valentina Carretta (ITA)        | 24e                             |
| 95                              | Tatiana Guderzo (ITA) (chrono)  | 7e                              |
| 96                              | Małgorzata Jasińska (POL)       | 54e                             |
| 97                              | Marta Tagliaferro (ITA)         | 30e                             |
| 98                              | Susanna Zorzi (ITA)             | 49e                             |

| Diadora-Pasta Zara DPZ | Diadora-Pasta Zara DPZ         | Diadora-Pasta Zara DPZ |
| ---------------------- | ------------------------------ | ---------------------- |
| Num                    | Coureur                        | Pos                    |
| 101                    | Giorgia Bronzini (ITA) (route) | 48e                    |
| 102                    | Giada Borgato (ITA) (route)    | 56e                    |
| 103                    | Inga Čilvinaitė (LTU) (route)  | 29e                    |
| 104                    | Alessandra D'Ettorre (ITA)     | 69e                    |
| 105                    | Edita Janeliūnaitė (LTU)       | 77e                    |
| 106                    | Amber Pierce (USA)             | 86e                    |
| 107                    | Agnė Šilinytė (LTU)            | 98e                    |
| 108                    | Francesca Stefani (ITA)        | 89e                    |

| Be Pink BPK | Be Pink BPK                     | Be Pink BPK |
| ----------- | ------------------------------- | ----------- |
| Num         | Coureur                         | Pos         |
| 111         | Noemi Cantele (ITA)             | 17e         |
| 112         | Alena Amialiusik (BLR) (chrono) | 12e         |
| 113         | Silvia Valsecchi (ITA)          | 73e         |
| 114         | Simona Frapporti (ITA)          | 67e         |
| 115         | Julia Martisova (RUS)           | 81e         |
| 116         | Oxana Kozonchuk (RUS)           | 32e         |
| 117         | Elke Gebhardt (GER)             | 35e         |
| 118         | Petra Zrimsek (SLO)             | 37e         |

| SC Michela Fanini Rox MIC | SC Michela Fanini Rox MIC            | SC Michela Fanini Rox MIC |
| ------------------------- | ------------------------------------ | ------------------------- |
| Num                       | Coureur                              | Pos                       |
| 121                       | Grete Treier (EST) (route et chrono) | DQ-1                      |
| 122                       | Alexandra Burtschenkowa (RUS)        | 26e                       |
| 123                       | Martina Růžičková (CZE)              | 43e                       |
| 124                       | Michal Ella (ISR)                    | AB-3                      |
| 125                       | Verónica Leal (MEX)                  | 45e                       |
| 126                       | Valentina Scandolara (ITA)           | 64e                       |
| 127                       | Lorena Foresi (ITA)                  | 70e                       |
| 128                       | Sara Grifi (ITA)                     | AB-8                      |

| Fassa Bortolo-Servetto TOG | Fassa Bortolo-Servetto TOG | Fassa Bortolo-Servetto TOG |
| -------------------------- | -------------------------- | -------------------------- |
| Num                        | Coureur                    | Pos                        |
| 131                        | Elena Berlato (ITA)        | 85e                        |
| 132                        | Francesca Cauz (ITA)       | 33e                        |
| 133                        | Erika Cecchel (ITA)        | AB-8                       |
| 134                        | Jennifer Fiori (ITA)       | 58e                        |
| 135                        | Viviana Gatto (ITA)        | 31e                        |
| 136                        | Barbara Guarischi (ITA)    | NP-7                       |
| 138                        | Doris Schweizer (SUI)      | 95e                        |

| Verinlegno-Fabiani GCV | Verinlegno-Fabiani GCV   | Verinlegno-Fabiani GCV |
| ---------------------- | ------------------------ | ---------------------- |
| Num                    | Coureur                  | Pos                    |
| 141                    | Odette Bertolin (ITA)    | 91e                    |
| 143                    | Rossella Ratto (ITA)     | 14e                    |
| 145                    | Barbara Venerito (ITA)   | AB-5                   |
| 146                    | Lara Vieceli (ITA)       | AB-9                   |
| 147                    | Fleur Faure (FRA)        | AB-1                   |
| 148                    | Dorota Gregorowicz (POL) | 99e                    |

| Specialized-Lululemon SLU | Specialized-Lululemon SLU   | Specialized-Lululemon SLU |
| ------------------------- | --------------------------- | ------------------------- |
| Num                       | Coureur                     | Pos                       |
| 151                       | Ina-Yoko Teutenberg (GER)   | NP-8                      |
| 152                       | Lisa Brennauer (GER)        | 59e                       |
| 153                       | Chloe Hosking (AUS)         | 47e                       |
| 154                       | Katie Colclough (GBR)       | 57e                       |
| 155                       | Charlotte Becker (GER)      | 38e                       |
| 156                       | Clara Hughes (CAN) (chrono) | NP-6                      |
| 157                       | Ally Stacher (USA)          | 72e                       |
| 158                       | Evelyn Stevens (USA)        | 3e                        |

| Forno d'Asolo Colavita FCL | Forno d'Asolo Colavita FCL       | Forno d'Asolo Colavita FCL |
| -------------------------- | -------------------------------- | -------------------------- |
| Num                        | Coureur                          | Pos                        |
| 161                        | Anastasia Tchulkova (RUS)        | 82e                        |
| 162                        | Svetlana Pauliukaitė (LTU)       | AB-6                       |
| 163                        | Whitney Gaggiol (USA)            | AB-6                       |
| 164                        | Uênia Fernandes Da Souza (BRA)   | 88e                        |
| 165                        | Liza Rachetto (USA)              | 71e                        |
| 166                        | Patricia Schwager (SUI) (chrono) | 40e                        |
| 167                        | Tetyana Riabchenko (UKR)         | 42e                        |
| 168                        | Federica Primavera (ITA)         | 102e                       |

Source,. Corrigée grâce à la liste d'arrivée de la première étape.

## Maillot distinctif
Le classement par points est exceptionnellement jaune au lieu du traditionnel cyclamen sur le Tour d'Italie.

## Médias
La Rai retransmet un résumé quotidien d'une heure environ. Le début et la fin de l'étape sont diffusés. Le milieu n'est pas filmé.

### Vidéos
| - (it) « 2012 Giro Donne Stage 1 - Napoli - Terracina », sur you tube (consulté le 21 janvier 2021) - (it) « 2012 Giro Donne Stage 2 - Roma Time Trial », sur you tube (consulté le 21 janvier 2021) - (it) « 2012 Giro Donne Stage 3 - Vernio - Castiglione dei Pepoli », sur you tube (consulté le 19 janvier 2021) - (it) « 2012 Giro Donne Stage 4 - Montecatini Terme - Montecatini Alto », sur you tube (consulté le 19 janvier 2021) - (it) « 2012 Giro Donne Stage 5 - Polesella - Molinella », sur you tube (consulté le 19 janvier 2021) | - (it) « 2012 Giro Donne Stage 6 - Modena - Salsomaggiore Terme », sur you tube (consulté le 20 janvier 2021) - (it) « 2012 Giro Donne Stage 7 - Voghera - Castagnole delle Lanze », sur you tube (consulté le 19 janvier 2021) - (it) « 2012 Giro Donne Stage 8 - Crugnola di Mornago - Lonate Pozzolo », sur you tube (consulté le 19 janvier 2021) - (it) « 2012 Giro Donne Stage 9 - Sarnico - Bergamo », sur you tube (consulté le 19 janvier 2021) |

### Autre
- (it) Site officiel